# Rangierbahnhof

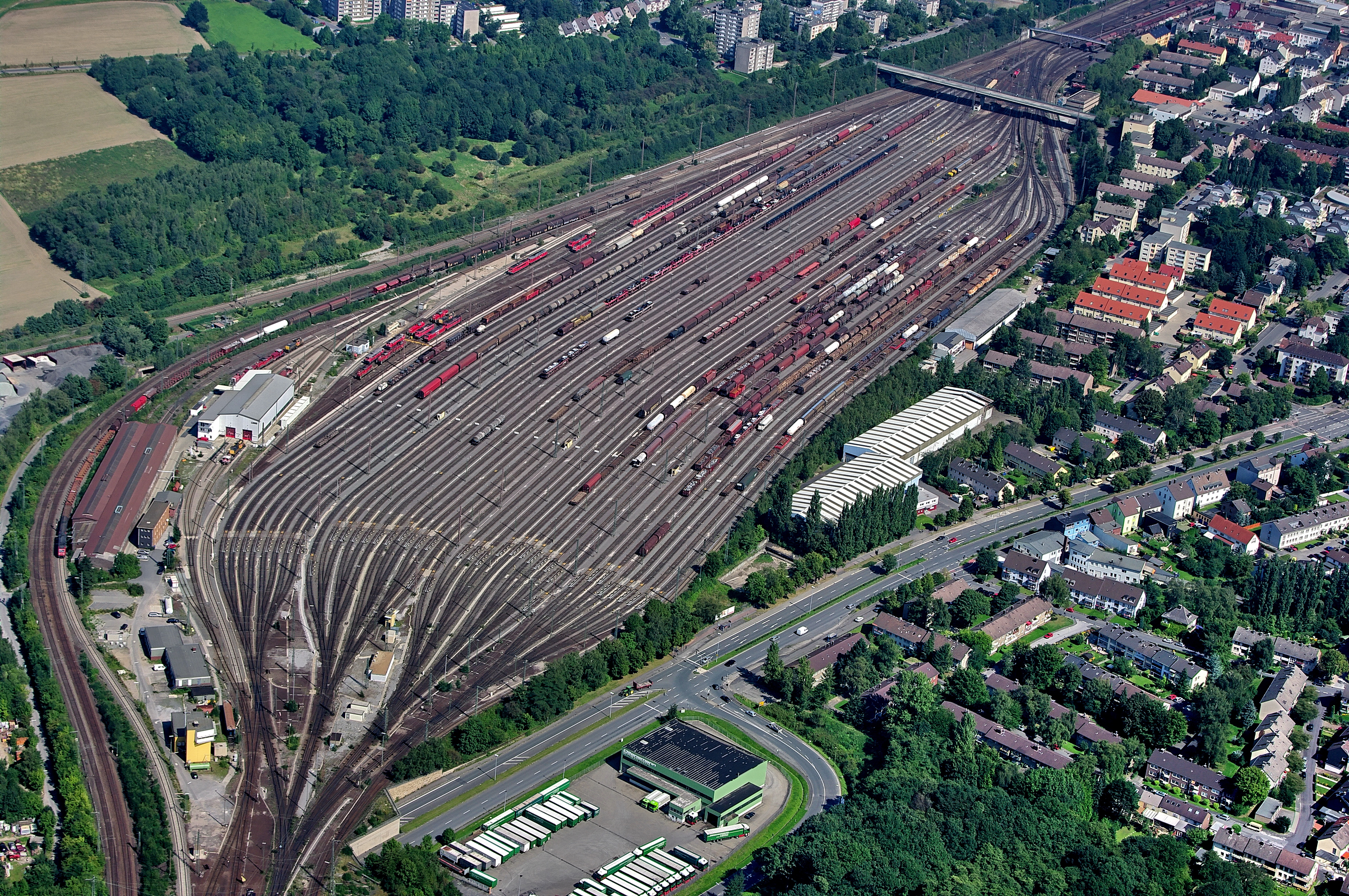
Luftbild des Rangierbahnhofes Hagen-Vorhalle (September 2008)

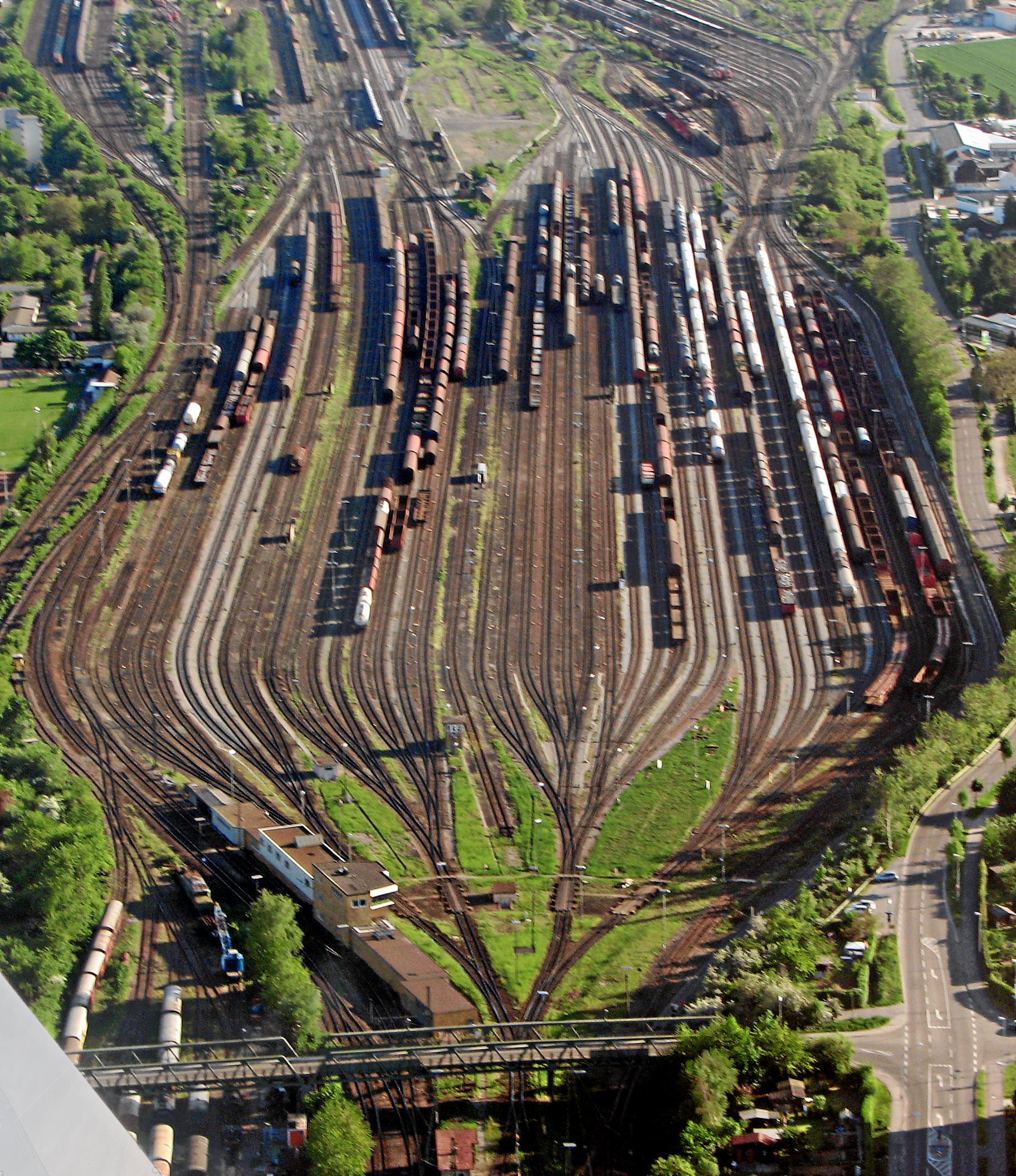
Luftaufnahme des Rangierbahnhofes Kornwestheim bei Stuttgart (Mai 2008)

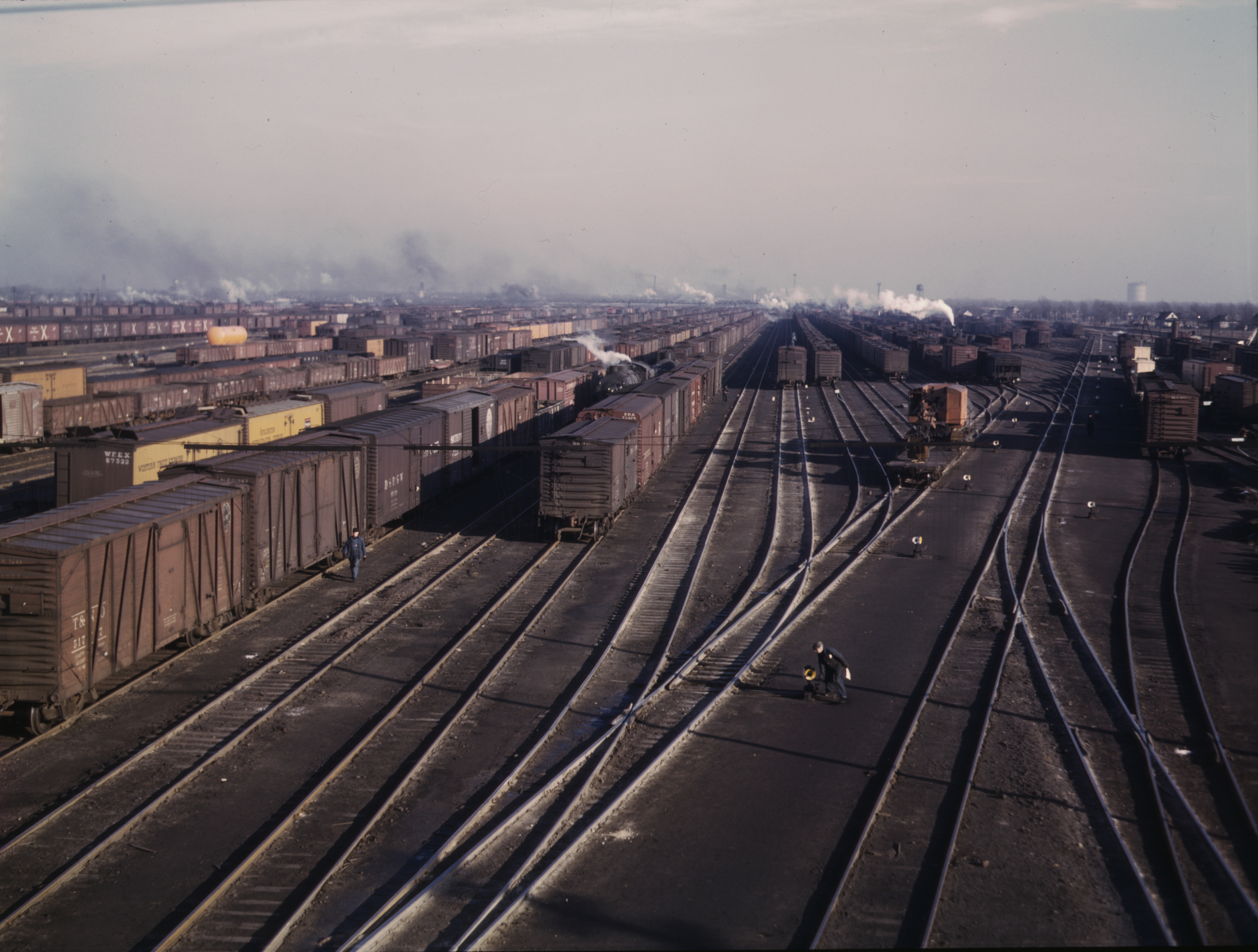
Rangierbahnhof Proviso in Chicago, dem größten Eisenbahnknoten der Welt (1942)

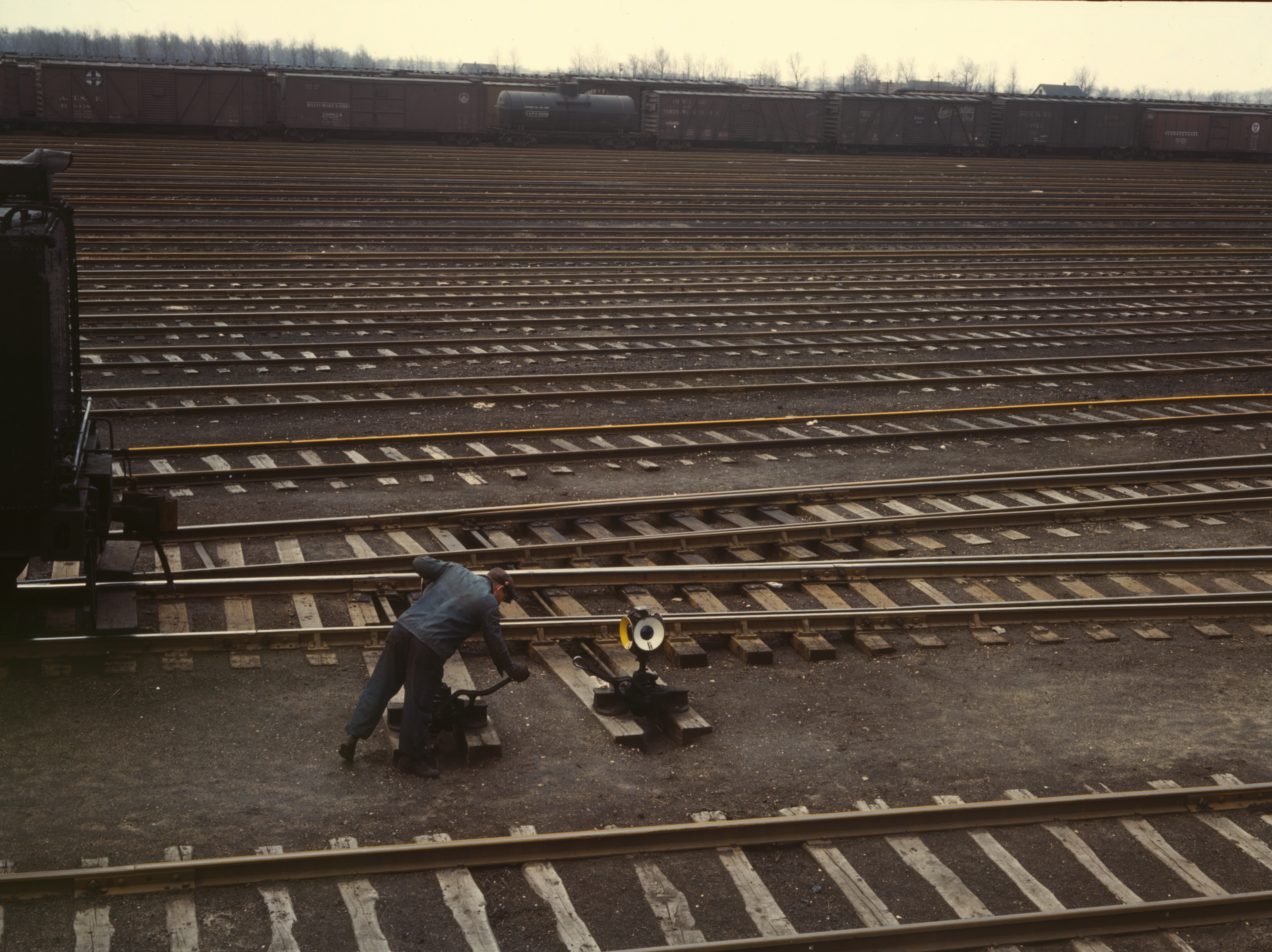
Proviso: Weichensteller bei der Arbeit (1943)

Ein Rangierbahnhof (abgekürzt in Deutschland Rbf, in der Schweiz RB) ist ein Bahnhof, worin Güterzüge des Einzelwagenverkehrs in einzelne Wagen oder Wagengruppen zerlegt und zu neuen Zügen zusammengestellt werden. In Österreich ist dafür heute die in Deutschland veraltete Bezeichnung Verschiebebahnhof (Vbf) gebräuchlich.

## Bezeichnung
Der Begriff Rangierbahnhof stammt vom französischen ranger, was „ordnungsgemäß aufstellen“ bedeutet. In der deutschen Sprache haben sich die beiden Aussprachvarianten [ʁaŋˈʒiːɐ̯ˌbaːnhoːf] (anhörenⓘ) und [ʁɑ̃ˈʒiːɐ̯ˌbaːnhoːf] (anhörenⓘ) etabliert. Obwohl der Begriff Rangierbahnhof auf das Französische zurückgeht, wird in Frankreich für solche Bahnhöfe die Bezeichnung gare de triage verwendet. Zunächst wurde hierfür im Deutschen der Begriff Rangirbahnhof, ab 1901: Rangierbahnhof; und erst später besonders in Norddeutschland der Begriff Verschiebebahnhof (Vbf) benützt. Der Begriff Vbf wurde ab Anfang der 1960er Jahre in den beiden damaligen Teilen Deutschlands insgesamt offiziell durch Rbf ersetzt; ist aber in Österreich bis heute offiziell sowie in Deutschland gelegentlich noch umgangssprachlich gebräuchlich. Diese Bezeichnung wurde auch 1923 in der Enzyklopädie des Eisenbahnwesens neben Rangierbahnhof und Umstellbahnhof verwendet. Weitere deutschsprachige vereinzelte historische Bezeichnungen sind: Verschubbahnhof, Sammelbahnhof und Gütersammelbahnhof.

## Zweck
Die im Schienengüterverkehr, hier: Einzelwagenverkehr, beförderten einzelnen oder Gruppen von Güterwagen – im Folgenden nur als Wagen bezeichnet – müssen für den Transport zu Zügen zusammengestellt und die Züge wieder zerlegt werden. Daher wird ein aufgegebener Wagen mehrere Male rangierdienstlich behandelt, und zwar in Abgangs- und Zielbahnhof sowie während des Laufweges in Rangierbahnhöfen und teilweise auch noch in kleineren Eisenbahnknotenpunkten. Grund dafür ist, dass das Ladungsaufkommen nur in sehr wenigen Relationen groß genug für ein behandlungsfreies und damit ganzzugähnliches Verkehren ist. Durch die Bündelung von Wagen mit ähnlichem Ziel wird die Auslastung der Lokomotiven und die Leistungsfähigkeit des Netzes erhöht.

## Abgrenzung gegenüber anderen Bahnhöfen
Im Gegensatz zu Personen- und Güterbahnhöfen dienen Rangierbahnhöfe nicht als Zugangsstelle zum Eisenbahnnetz, also nicht verkehrlichen, sondern innerhalb des Netzes als Betriebsbahnhöfe des Güterverkehrs betrieblichen Aufgaben. Gleichwohl aber kann ein ganzer Bahnhof baulich aus mehreren nebeneinander liegenden Bahnhofsteilen mit unterschiedlichen Aufgaben zusammengesetzt sein, so dass in diesen Fällen der Rangierbahnhof ein Teil einer kombinierten Bahnhofsanlage ist. Rangierbahnhöfe sind hinsichtlich der Ausdehnung ihrer Gleisanlagen die größten Bahnhöfe überhaupt.
Weiterhin ist selbst innerhalb einzelner Länder nicht immer eindeutig abgrenzbar, welche Bahnhöfe mit Zugbildungsaufgaben im Einzelwagenverkehr als Rangierbahnhöfe bezeichnet werden können, da hierfür mitunter zwischen der eisenbahntechnischen, eisenbahnbetrieblichen und/oder verwaltungsseitigen Sichtweise unterschiedliche Kriterien bestehen:
- Es gibt Zugbildungsbahnhöfe, die zwar die unten näher beschriebene eisenbahntechnisch voll ausgebaute Form als Rangierbahnhof aufweisen, jedoch nur örtliche Aufgaben besitzen. Beispiele dafür sind der Bahnhof Bremerhaven-Speckenbüttel oder in einigen Ländern große nichtöffentliche Werks- und Hafenbahnhöfe.
- Es gibt Bahnhöfe, die nicht die eisenbahntechnische Anlage eines Rangierbahnhofes aufweisen und nur wenige Güterzuggleise haben. Obwohl es, teilweise selbst im gleichen Land, wesentlich größere Güterzugbildungsbahnhöfe gibt, werden sie offiziell in die höchste Kategorie „Rangierbahnhof“ eingestuft. Zum Beispiel ist in der Schweiz der baulich nur kleine Grenzbahnhof Buchs SG ein Rangierbahnhof, nicht aber der größere und mit Rangiertechnik ausgerüstete Bahnhof Genève-La Praille.
- Es gibt Güterbahnhöfe, die in ihrem offiziellen Namen die landessprachliche Entsprechung des Zusatzes „Rangierbahnhof“ führen, ohne aber diese Funktion auszuüben und/oder den entsprechenden technischen Ausbau zu besitzen. Beispiele dafür sind in Deutschland der nur dem Orts- und Hafenverkehr dienende Bahnhof Emden Rbf oder in Russland der Bahnhof Sowetskaja Gawan-Sortirowotschnaja (russisch: Rangierbahnhof), obwohl der eisenbahnbetrieblich zu diesem Pazifikhafen gehörende Rangierbahnhof tatsächlich der weiter landeinwärts gelegene und größere Bahnhof Toki ist.
- In manchen Ländern findet zwar Einzelwagenverkehr statt, die zugehörigen Rangieraufgaben werden aber ausschließlich in kleinen Zugbildungsbahnhöfen mit nur jeweils wenigen Gleisen durchgeführt. Beispiele dafür sind die Türkei oder auch Großbritannien, seitdem dort alle Bahnhöfe, die im eisenbahntechnischen Sinne Rangierbahnhöfe waren, stillgelegt wurden.

## Standorte

### Geografische Verteilung weltweit
Die größte Anzahl und Dichte von Rangierbahnhöfen, bezogen auf die Streckenlänge der Eisenbahnen, befindet oder befand sich in Mitteleuropa, den Beneluxländern und Frankreich; gefolgt von den übrigen Teilen Europas, der ehemaligen Sowjetunion sowie China und den USA (in diesen beiden Ländern hauptsächlich in der Osthälfte), und früher auch in Japan; also mehrheitlich in überwiegend industriell geprägten Gebieten. Relativ viele Rangierbahnhöfe, aber weniger dicht verteilt, wurden noch in Kanada, Indien und der Republik Südafrika errichtet; in Australien dagegen nur wenige. Auch in den Ländern des Globalen Südens, besonders in Lateinamerika, gibt oder gab es nur wenige Rangierbahnhöfe; meistens aber überhaupt keinen.
Bezogen auf die Spurweiten sind die meisten Rangierbahnhöfe regelspurig (größter Teil Europas, China, Nordamerika usw.), gefolgt von den breitspurigen (ehemalige Sowjetunion, Finnland, Indien). Seltener sind schmalspurige Rangierbahnhöfe: diese sind vor allem kapspurig (Südafrika usw. und früher auch Japan) und vereinzelt gab es auch noch meterspurige (zum Beispiel je ein immerhin mit Gleisbremsen ausgerüsteter Bahnhof in Thailand Bang Sue auf dem Gelände des heutigen Krung Thep Aphiwat Central Terminal bei Bangkok und Brasilien Terminal de Tubarão bei Vitória).  Andererseits gibt es nicht nur regel-, sondern auch breitspurige Eisenbahnnetze, in denen niemals Rangierbahnhöfe existierten (letzteres zum Beispiel auf der gesamten Insel Irland und im Breitspurnetz Südostbrasiliens).
Eine geografische Übersicht über Rangierbahnhöfe zunächst in Europa findet sich in der Liste von Rangierbahnhöfen.

### Standortfaktoren
Rangierbahnhöfe wurden vor allem an folgenden Standorten angelegt:
- in oder bei Orten mit großem eigenen Güteraufkommen, zumeist gleichzeitig wichtige Eisenbahnknotenpunkte:
  - Bergbau- und/oder Industriegebiete, besonders diejenigen mit Schwerindustrie;
  - großstädtische Ballungsräume,
  - große Hafenstandorte;
- in weiteren Eisenbahnknoten und -verkehrszentren:
  - wirtschaftlich und im Stadtbild von der Eisenbahn dominierte kleinere oder mittelgroße Orte (siehe Eisenbahnersiedlung) wie Bebra, Offenburg, Simeria (Rumänien) oder Miramas (zwischen Avignon und Marseille),
  - kleinere Groß- oder Industriestädte;
- sowie in geringerer Anzahl in Grenz- und Spurwechselbahnhöfen,
- in den USA auch an oft in abgelegenen Ortschaften befindlichen Betriebsmittelpunkten („hub“) der Netze der dort von jeher privat betriebenen Eisenbahngesellschaften.

Meistens treffen oder trafen zwei oder mehr dieser Standortfaktoren zusammen: häufig ist beispielsweise die Kombination Industriegebiet, Ballungsraum und Haupt-Eisenbahnknotenpunkt unter anderem in Köln (Gremberg), Zürich (Limmattal), Lüttich (Kinkempois), Lyon (Sibelin), Mailand, Bukarest oder Charkiw.
Andererseits besitzt nicht jeder Ort, auf den mindestens einer der genannten Standortfaktoren zutrifft, einen Rangierbahnhof. So gibt es selbst in Europa Großstädte wie Münster (Westf.), Pforzheim, Jena, Bern, Eindhoven, Cluj und sogar Florenz oder Sevilla sowie wichtigere Eisenbahnknotenpunkte wie Altenbeken, Treuchtlingen, Bruck an der Mur (Österreich), Culmont-Chalindrey (Frankreich), Voghera (Italien) oder Făurei (Rumänien), welche niemals Rangierbahnhöfe besessen haben.

### Eisenbahnkomplexe mit mehreren Rangierbahnhöfen
In den Bereichen einiger Großstädte wurden zwei oder gelegentlich auch drei, sowie in den größten Industriegebieten (zum Beispiel: Ruhrgebiet, Hennegau/Hainaut, Saar-Lor-Lux, Oberschlesien, Donezbecken) und einigen der größten städtischen Ballungsräumen (zum Beispiel Berlin, Hamburg, Köln, Paris, Lyon, Moskau) noch mehr Rangierbahnhöfe angelegt. Die meisten Rangierbahnhöfe innerhalb eines Eisenbahnkomplexes weltweit wurden im Ruhrgebiet errichtet. In den größten Städten der USA und Kanadas hat jede der größeren privaten konkurrierenden Bahngesellschaften ihren eigenen Rangierbahnhof angelegt, ergänzt durch einige Rangierbahnhöfe lokaler Übergabe-Bahngesellschaften in Chicago, dem größten Eisenbahnknotenpunkt der Welt, und St. Louis. Auch in manchen anderen Ländern ist das Bestehen mehrerer Rangierbahnhöfe an einem Ort teilweise auf deren Bau durch verschiedene gegebenenfalls später verstaatlichte Privatbahnen zurückzuführen. Häufigere Gründe dafür waren jedoch Kapazitätserweiterung sowie die Aufteilung der Eilgut- und der langsameren Frachtgutbeförderung auf verschiedene Rangierbahnhöfe.

### Lage der Rangierbahnhöfe innerhalb der einzelnen Eisenbahnkomplexe
Innerhalb der Ballungsräume beziehungsweise Knotenbereiche befinden sich die Rangierbahnhöfe entweder direkt neben dem (Haupt‑)Personenbahnhof oder parallel entlang einer der den Personenbahnhof verlassenden Strecken („radial“) oder an einer nur dem Güterverkehr dienenden Umgehungs- oder Ringbahn („tangential“). Bezogen auf die durchgehenden Gleise der Strecke(n), an der bzw. denen der Rangierbahnhof liegt, kann er entweder vollständig an einer Seite davon oder bei mindestens doppelspurigen Strecken dazwischen liegen; bei zweiseitigen Rangierbahnhöfen auch mit je einem Rangiersystem beidseits der durchgehenden Strecke. In größeren Eisenbahnkomplexen besteht meistens eine vollständige betriebliche Trennung der Gleisanlagen nach Personen- und Güterverkehr: Dabei zweigen die zum Rangierbahnhof führenden Güterzugstrecken entweder direkt vor dem Bahnhofskopf des Rangierbahnhofes selbst oder bereits außerhalb davon am Rande des Komplexes von den durchgehenden Hauptstrecken ab, können gleichwohl aber direkt neben den Personengleisen verlaufen. In modernen Hochleistungs-Eisenbahnkomplexen sind die entsprechenden Abzweigstellen sowie die Einmündungen der Streckengleise in die Rangierbahnhöfe meistens planfrei angelegt. Bei kleineren Anlagen sind die Rangierbahnhöfe dagegen meist an die gemeinsamen Personen- und Gütergleise angeschlossen.
Weiter bestehen insbesondere in Europa auch betriebseigene Rangierbahnhöfe in sehr großen Industrieanlagen (vor allem Eisenhütten und Chemiewerken) und sehr großen Häfen, die meist von deren Anschlussbahnbetrieben selbst und nicht von der öffentlichen oder privaten Eisenbahn des allgemeinen Verkehrs betrieben werden.

### Militärische Rolle
Während des Ersten Weltkrieges wurden in Frankreich durch die französische, britische und US-amerikanische Armee einige Rangierbahnhöfe für deren militärische Transporte im Rahmen der Rückeroberung des vom Deutschen Kaiserreich besetzten nördlichen Landesteiles angelegt.
Auch in anderen Ländern waren für die Auswahl der Standorte mancher Rangierbahnhöfe militärische Gründe mitentscheidend, beziehungsweise bestehende Rangierbahnhöfe waren oder sind zugleich militärische Objekte. Deshalb unterlagen die Standorte und technischen Details der Rangierbahnhöfe in vielen insbesondere kommunistischen Ländern während Jahrzehnten und teils auch heute noch staatlicher Geheimhaltung, kartografischer Zensur und einem Fotografierverbot. Allerdings gibt es in den Gleisanschlüssen der eigentlichen Militärbasen keine Rangierbahnhöfe.
Mit dem Ende des Zeitalters der großen „Eisenbahnkriege“ wie zum Beispiel der beiden Weltkriege sowie der Stilllegung vieler oder in manchen Ländern auch bereits aller Rangierbahnhöfe im Rahmen des weiter unten erläuterten Strukturwandels des Eisenbahngüterverkehrs ist jedoch auch für viele Armeen deren strategische Bedeutung geringer geworden oder ganz entfallen.

## Bauweise, Rangiertechnik und Betrieb

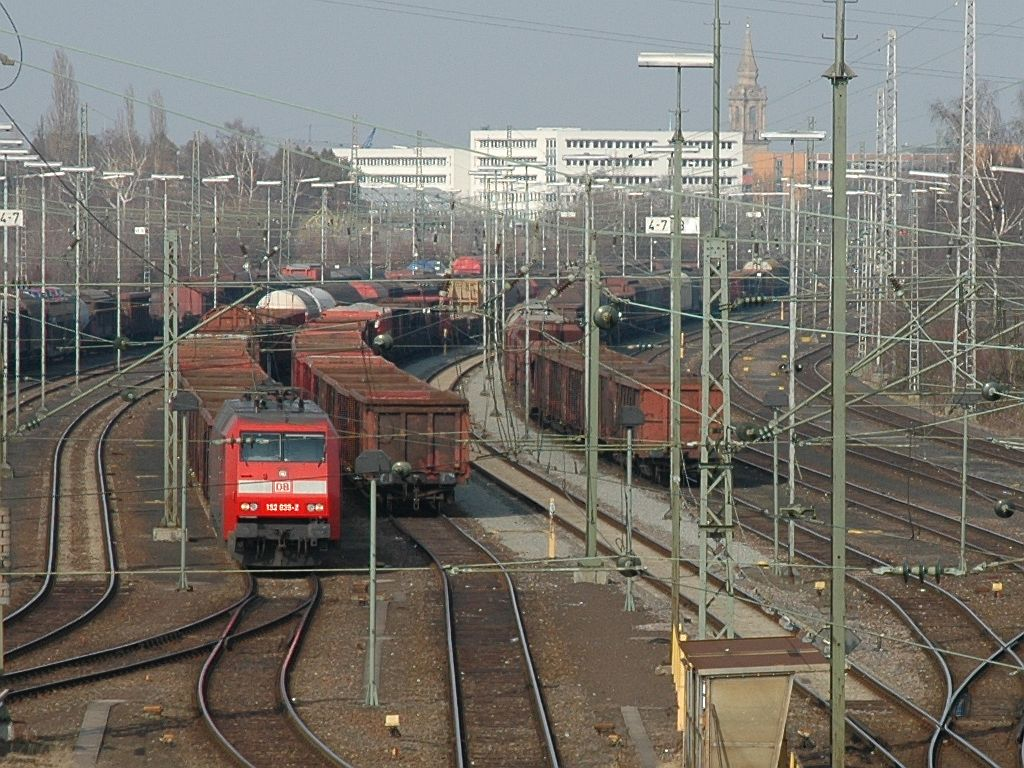
Einfahrgruppe des Kornwestheimer Rangierbahnhofs

### Gesamtanordnung
Die meisten Rangierbahnhöfe sind grundsätzlich baulich aus folgenden getrennten Gleisfeldern (oder Gleisgruppen, Gleisharfen) zusammengesetzt:
- Einfahrgruppe; dahinter (Längenentwicklung) oder daneben (Breitenentwicklung) die
- Richtungsgruppe oder Richtungsharfe (in Österreich: Reihungsbahnhof), die mit durchschnittlich etwa 20 bis 40 Gleisen größte Gleisgruppe des Bahnhofes, worin die Wagen nach Zerlegung des eingefahrenen Zuges meistens mit Hilfe eines Ablaufberges in die den jeweiligen Zielbahnhöfen zugeordneten Richtungsgleise rangiert werden und aus der die Züge entweder direkt ausfahren oder, sofern vorhanden, in der anschließenden, hinter oder neben der Richtungsgruppe gelegenen
- Ausfahrgruppe den Bahnhof verlassen. In wenigen Rangierbahnhöfen ist dagegen die Einfahrgruppe zugleich Ausfahrgruppe.

Viele Rangierbahnhöfe haben oder hatten noch eine meistens in unmittelbarer Nähe der Richtungsgruppe gelegene und meistens (jedoch nie in Italien) mit einem kleinen Ablaufberg ausgerüstete Nachordnungsgruppe oder Stationsgruppe zum endgültigen Zusammenstellen von Zügen, die aus Wagen für mehrere Zielbahnhöfe bestehen. Soweit diese nicht vorhanden ist, wird dagegen zum Nachordnen das vom Hauptablaufberg abgewandte Ende der Richtungsgruppe benutzt, gegebenenfalls mit einem kleinen Ablaufberg.
Eine „Nachsortierung“ ist eine Sonderlösung, bei der, wenn eine einstufige Richtungssortierung nicht ausreicht, eine zweite Richtungssortierung für die Feinsortierung eingesetzt wird.
Allerdings haben bzw. hatten nicht alle Rangierbahnhöfe einen Ablaufberg. Das betrifft zum Beispiel gegenwärtig in den USA den Bahnhof Decatur (Illinois) und andere sowie vor ihrer Stilllegung einige Rangierbahnhöfe in Italien und Argentinien.
Soweit die Gleisgruppen nicht hinter-, sondern nebeneinander angeordnet sind, ist zum Umsetzen der Wagenzüge von einer in die nächste Gleisgruppe das Vorziehen in ein in der Regel stumpf endendes Ausziehgleis („Sägefahrt“) erforderlich.
Betriebstechnisch dagegen ist jeder Rangierbahnhof in zwei Teile unterteilt, wobei sich die Trennungsstelle am Ende des an die Einfahrgruppe anschließenden Weichenbereichs der Richtungsgruppe (Verteilzone) befindet: nämlich in eine Zerlegungsseite (zur Zerlegung der eingefahrenen Züge, bestehend aus der Einfahrgruppe, gegebenenfalls dem Ablaufberg sowie der Verteilzone) und eine Zugbildungsseite (zur Zusammenstellung der neu gebildeten Züge, bestehend aus der Richtungsgruppe ohne Verteilzone sowie gegebenenfalls Nachordnungs- und Ausfahrgruppe).

### Profil
In den Rangierbahnhöfen werden die Wagen zum Rangieren entweder mit Lokomotiven ohne Anwendung der Schwerkraft im Gleisfeld bewegt oder durch Ablaufenlassen mittels ihrer potentiellen Energie.
In Güterbahnhöfen mit Rangierbetrieb ohne Ausnutzung der Schwerkraft werden die Wagen aus Ausziehgleisen (Stumpfgleis an einem oder beiden Bahnhofsköpfen) heraus entweder abgestoßen oder mit einer Lokomotive umgesetzt. Das Umsetzverfahren ist heute in Europa, der ehemaligen Sowjetunion und China fast nur in kleineren Anlagen üblich (in Italien auch in wenigen größeren), während es in vielen anderen Ländern (besonders in Südamerika) auch in größeren Rangierbahnhöfen angewendet wird. Es ist umständlich, arbeitsintensiv, wenig leistungsfähig und daher teuer und für Anlagen mit großem Verkehrsaufkommen ungeeignet. Zur Leistungssteigerung bei gleichzeitiger Kostensenkung und Arbeitserleichterung wurde daher zum Rangieren schon seit dem 19. Jahrhundert die Schwerkraft ausgenutzt. Allerdings erfordert das Umsetzverfahren kaum bauliche Voraussetzungen.
Die Rangierbahnhöfe im eigentlichen Sinne, in denen zum Rangieren die Schwerkraft benutzt wird, sind mehrere Kilometer lang und können meistens mehrere Tausend Wagen pro Tag bewältigen. Sie werden nach dem Profil in zwei Bauarten unterschieden: die meisten sind Flachbahnhöfe, hinzu kommen wenige Gefällebahnhöfe (veraltet auch: Gefällsbahnhöfe). Diese Einteilung bezieht sich sprachlich so auf die deutsche Sprache, da unter einem «Flachbahnhof» in vielen anderen Sprachen ein Rangierbahnhof ohne Ablaufberg zu verstehen ist (zum Beispiel englisch: flat yard, französisch: triage en palier, italienisch: scalo di smistamento in orizzontale). In den betreffenden Sprachen enthält der Begriff für einen Rangierbahnhof mit Ablaufberg daher eine entsprechende Bezeichnung (zum Beispiel englisch: hump yard, französisch: triage à bosse, italienisch: scalo di smistamento a sella [di lancio]).

#### Flachbahnhöfe

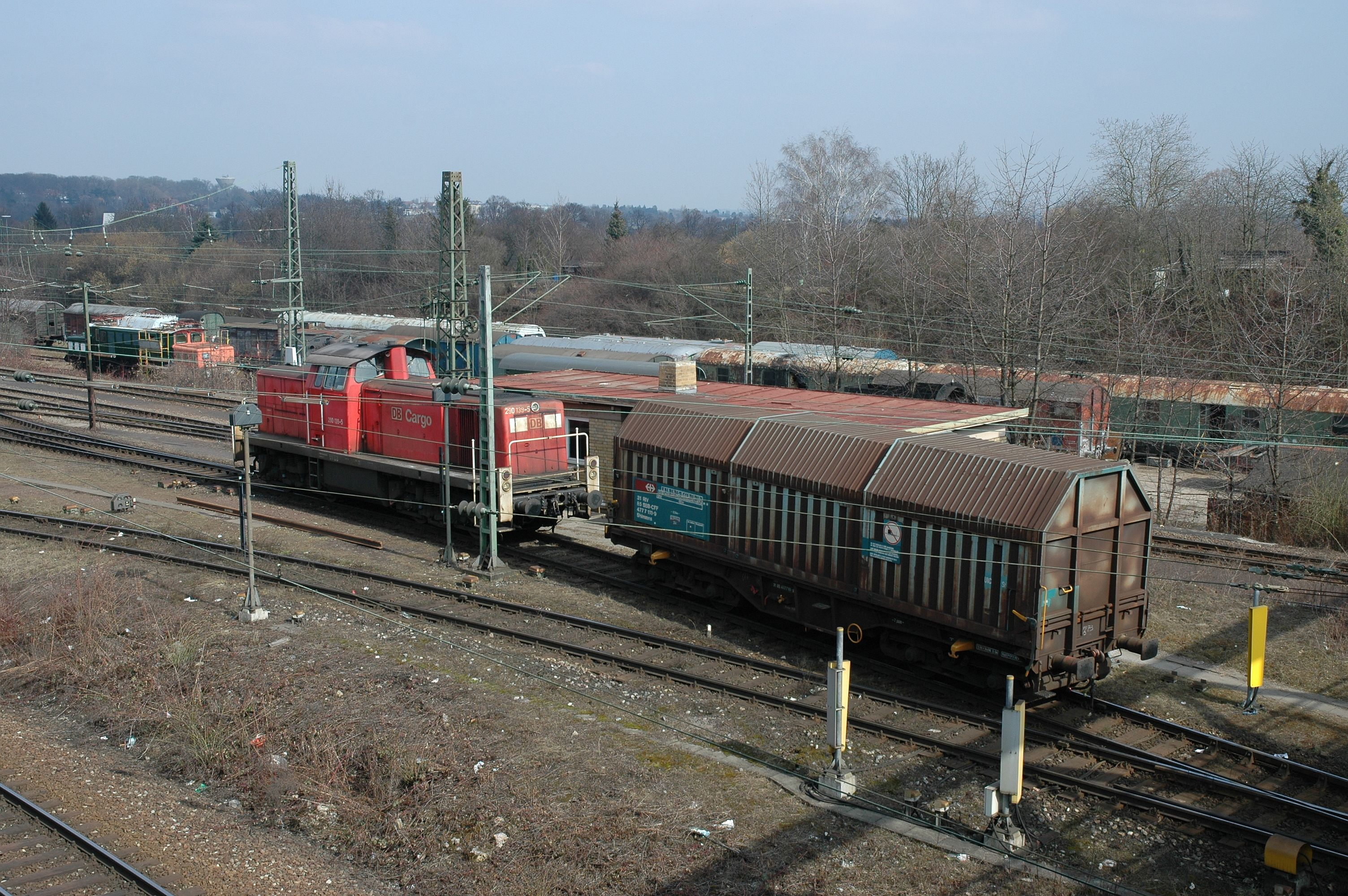
Ablaufberg des Rangierbahnhofs Kornwestheim

Im Flachbahnhof werden die Wagen aus der Einfahrgruppe oder dem Ausziehgleis heraus von einer Rangierlokomotive über ein auf einem künstlichen Hügel angelegtes ausgerundetes Gleis geschoben (Fachbegriff: „abgedrückt“) und in die Richtungsgruppe rangiert. Dieses zweiseitig geneigte Gleis nennt man Ablaufberg, Ablaufrücken oder Eselsrücken (in Österreich Rollberg). Er ist je nach den örtlichen Verhältnissen etwa einen bis fünf Meter hoch. In Mitteleuropa, Frankreich, Rumänien, der ehemaligen Sowjetunion und China wurden auch die Güterbahnhöfe zahlreicher kleinerer Eisenbahnknotenpunkte mit Ablaufbergen ausgerüstet. In Hochleistungsanlagen besitzt der Ablaufberg häufig zwei Berggleise statt einem, in den USA jedoch nur selten. In Deutschland ist in manchen Rangierbahnhöfen stattdessen der gesamte Weichenkopf an dem entsprechenden Ende der Einfahrgruppe in Form eines mehrgleisigen Ablaufberges ausgerundet angelegt (Auffahrrampe).
Der zu zerlegende Wagenzug fährt in die Einfahrgruppe ein. Erreicht ein Zug den Bahnhof der Arbeitsrichtung, ist abhängig von der Örtlichkeit in der Regel eine Schleppfahrt als Rangierfahrt bis in die Einfahrgruppe erforderlich. Diese kann mit der bisherigen Zuglokomotive oder einer Rangierlokomotive des Bahnhofs erfolgen. Der bisherige Lokführer übergibt die Ladungsdokumente an den Zugabfertiger, der die Ziele der einzelnen Wagen und Wagengruppen erfasst. Damit wird festgelegt, wo der Zug zu trennen ist und in welches Gleis die Wagen oder Wagengruppen (Abläufe) ablaufen sollen. Der Zug wird nach der Einfahrt abgespannt, die Lokomotive setzt weg und fährt ins Bw, auf ein Wartegleis oder direkt zu nächsten Leistung. Der Wagenzug wird an den zu trennenden Stellen „langgemacht“. Die betroffenen Kuppelketten werden durch das Lösen der Spindeln so entspannt, dass sie beim Abdrücken vor dem Gipfel des Ablaufberges mit einer Stange von der Seite getrennt werden können. Zusätzlich werden die Hauptluftleitung drucklos gemacht und die Druckluftbremsen der Wagen über die Lösezüge gelöst. Außerdem werden an diesen später zu trennenden Stellen die Bremskupplungen getrennt und in die dafür vorgesehenen Halterungen eingehängt. Damit der abzudrückende Wagenzug bremsbar bleibt, bleibt bei einer örtlich festgelegten Wagenanzahl vor der Abdrücklokomotive die Druckluftbremse gekuppelt und angeschlossen (»Luftspitze«). Danach wird der Wagenzug von der Abdrücklokomotive auf den Ablaufberg geschoben. Vor dem Gipfel des Ablaufberges werden die langgemachten Kupplungen losgehängt, um sie von dort entweder einzeln oder bei gleichem Zielbahnhof in kleinen Gruppen ablaufen zu lassen. Sie rollen dann mithilfe ihrer Schwerkraft vom Ablaufberg durch die darauf folgenden Weichen der Verteilzone in die den Zielbahnhöfen entsprechenden Gleise der Richtungsgruppe (Richtungsgleise) hinab. Erreicht die Luftspitze den Ablaufberg, wird sie bei einer kurzen Unterbrechung des Abdrückvorgangs aufgelöst. In Netzen, in denen automatische Mittelpufferkupplungen genutzt werden, entfällt das Langmachen.
Abgesehen vom Ablaufberg mit der Verteilzone sind die übrigen Gleisanlagen der Flachbahnhöfe weitgehend horizontal angelegt, wobei die Einfahrgruppe in Rangierbahnhöfen mit hintereinander angeordneten Gleisgruppen meistens höher liegt als der übrige Bahnhof (in den USA jedoch nur selten) und die Richtungsgruppe teilweise ein geringes Gefälle aufweist.

#### Gefällebahnhöfe

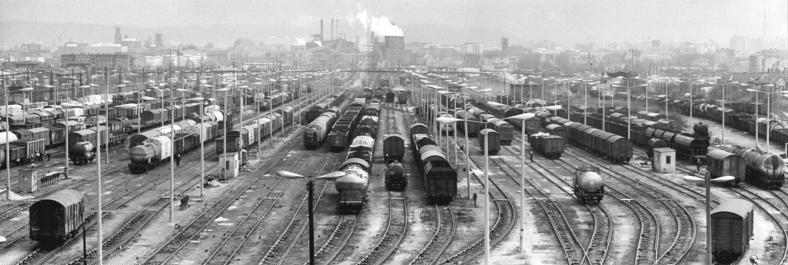
Der Bahnhof Dresden-Friedrichstadt war ein Gefällebahnhof mit Ablaufberg

Gefällebahnhöfe, auch Gefällbahnhöfe oder Gefällsbahnhöfe, unterscheiden sich von Flachbahnhöfen dadurch, dass in ihnen nicht nur die auf die Spitze des Ablaufberges folgende Verteilzone im Gefälle liegt, sondern nahezu der gesamte Bahnhof. Diese Bauart hat bei hohem Personalbedarf eine sehr hohe Leistungsfähigkeit. Rangierlokomotiven werden, wenn überhaupt, nur zum Hinaufziehen eines zu zerlegenden Zuges in ein Ausziehgleis vor der im durchgehenden Gefälle liegenden Ablaufanlage benutzt. Bis zum Beginn des Ablaufenlassens werden die zu zerlegenden Züge darin ebenso durch Gleisbremsen oder versenkbare Bremsprellböcke (früher: Hemmschuhe) zurückgehalten wie anschließend in der Richtungsgruppe. Es existierten jedoch zum Erleichtern des Entkuppelns auch Gefällebahnhöfe mit einer Gegensteigung vor der Verteilerzone. Auf Gefällebahnhöfen ohne diese mussten die Wagen vor dem Einbau von Zulaufbremsen mit einem Radaufhalter aufgehalten werden, um die Einheit zu stauchen und die Kuppelketten aushängen zu können. Eine bedeutende Weiterentwicklung war der Einbau von Seilablaufanlagen (etwa in Dresden und Chemnitz). Nach erfolgter Optimierung in Chemnitz-Hilbersdorf wurde eine Leistungssteigerung um 50 % erreicht. Ansonsten entspricht die Anlage und Arbeitsweise der Gefällebahnhöfe derjenigen der Flachbahnhöfe. Die meisten Gefällebahnhöfe wurden in Deutschland (besonders in Sachsen) errichtet, sodann mehrere in Großbritannien, und noch wenige weitere in einigen anderen Ländern. Sie wurden insbesondere bei entsprechenden topografischen Verhältnissen am gewählten Standort angelegt, aber zu ihrer Entstehungszeit unabhängig davon auch aus Kostengründen anstelle von Flachbahnhöfen errichtet, da früher Personal billig und Technik teuer war. Da diese Kostenverhältnisse sich später umgekehrt haben, ist diese Bauart heute veraltet. Deshalb werden auch seit Jahrzehnten keine neuen Gefällebahnhöfe mehr errichtet.
Der weltweit größte heute noch in Betrieb befindliche Gefällebahnhof ist Nürnberg Rangierbahnhof. Dieser Bahnhof ist als einziger deutscher Gefällebahnhof mit moderner Rangiertechnik ausgerüstet worden. Die modernisierte Rangieranlage ging 1988 in Betrieb. Seitdem gibt es auch in Nürnberg Rbf einen Ablaufberg. Die Zerlegeeinheiten werden mit vom Ablaufsteuerrechner ferngesteuerten Lokomotiven der Baureihe 290 zum Ablaufberg geschoben. In den Richtungsgleisen sorgen ca. 65 000 von speziell für Nürnberg Rbf entwickelten Kolbengleisbremsen (sogenannte Retarder) dafür, dass die Wagen in den im Gefälle liegenden Richtungsgleisen kontinuierlich gebremst werden. Eine Ergänzung zur besseren Geschwindigkeitsregulierung sind die TKG-Bremsen, sie werden nach Bedarf in 12 oder 24 Retardergruppen in den Bremsprozess hinein- oder hinausgeklappt, d. h. so kann eine Feinsteuerung von Schlechtläufern realisiert werden. Ebenso eine spezielle Entwicklung für Nürnberg Rbf sind die verfahr- und versenkbaren Bremsprellböcke in den Einfahrgleisen für die Sicherung des Zuges vor dem Ablaufenlassen sowie die versenkbaren Prellböcke am Ende der Richtungsgleise.
Der zweiseitige Rangierbahnhof Basel-Muttenz der SBB ist in einer Ablaufrichtung als reiner Gefällebahnhof ohne Ablaufberg ausgelegt (SBB RB II). Die Zerlegeeinheiten werden im Gefälle der Einfahrgleise von Balkengleisbremsen arretiert. Im Zulauf bis zur Verteilzone wird die Geschwindigkeit mit Unterstützung einer weiteren Bremsenstaffel kontinuierlich gesteuert. Statt einer ferngesteuerten Lok übernehmen anschließend am Beginn der Verteilzone installierte und durch den Ablaufsteuerrechner gesteuerte Balkengleisbremsen die Funktion der Geschwindigkeitssteuerung.

### Rangiertechnische Einrichtungen (RTE)
In Deutschland wurden die Begriffe der Rangiertechnik ab der Gründung der Deutschen Bahn AG vereinheitlicht und nach folgender Aufstellung im Regelwerk der Bahn und der Aufsichtsbehörde EBA festgelegt. Die Vereinheitlichung wurde notwendig, weil Begriffe der Deutschen Reichsbahn und der Bundesbahn nicht einheitlich waren. Ab 1998 ließ das EBA neue Vorschriften durch die Bahn AG erarbeiten. Die Rangiertechnik-Fachleute des ehemaligen BZA-Minden und der ZM-Halle erarbeiteten gemeinsam mit dem EBA die nachfolgende Aufstellung, die die Begriffe nach Funktion und Wirkprinzipien gliedert. Diese Begriffe sollen eine einheitliche Fachsprache gewährleisten.
Es wird nach den Einrichtungen der inneren und äußeren Peripherie der Ablaufanlagen unterschieden.
Die inneren Einrichtungen sind:

#### Funktion
- Bergbremsen
- Talbremsen
- Richtungsgleisbremsen
- Gefälleausgleichbremsen
- Festhaltebremsen
- versenkbare und sich aufrichtende Prellböcke
- Wagenförderanlagen (als Seilablaufanlage oder Beidrückeinrichtung BDE), automatisierte können Einzelwagen und Wagengruppen fördern, beschleunigen oder bremsen

#### Wirkprinzipien
- Hydraulische Gleisbremsen
- Pneumatische Gleisbremsen
- Elektrodynamische Gleisbremsen, anteilige Wirkung durch Wirbelstrom
- Bremsen durch Auflegen von Hemmschuhen mit mechanischen Auswurf
- Bremsen durch Auflegen des Hemmschuhs
- Fördern, beschleunigen oder bremsen mit auf Spurkränze oder Radlaufflächen wirkenden Rollen einer Seilförderanlage

#### Bauarten
- Balkengleisbremsen (BGB), zwei- oder einseitige hydraulische BGB am Berg-, Tal- und Richtungsgleis eingesetzt
- Balkengleisbremsen (Richtungsgleisbremsen RGB), in den Richtungsgleisen eingebaut
- Dreikraftbremsen (DKB) (als Richtungsgleisbremsen) waren in der Vergangenheit meist pneumatisch betrieben
- Elektrodynamische Gleisbremse (EDG), auch EL-Dyn-Bremsen, in allen Gleisbereichen einsetzbar, historisch älteste Gleisbremse Deutschlands wurde um 1925 mit einem Wirbelstromwirkprinzip eingesetzt[3]
- Gefällegleisbremsen (TKG), Hydraulikstempel, 4 bis 16 abklappbare Bremselemente[4]
- Schraubenbremsen (SB) (als Richtungsgleisbremsen), hydraulisches Wirkprinzip
- Gummigleisbremsen (GB), absenkbar und nicht absenkbar, als Gefälleausgleichsbremsen in den Richtungsgleisen oder am Ende der Gefällestrecke eingebaut, danach Hemmschuhe im Einsatz
- Kipphebelhemmschuh, bei Bedarf ein mechanisch von der Seite auf den Schienenkopf gelegter Hemmschuh
- Förderanlagen, ein- oder zweiseitige Förderwagen, Förderstrecke bis 750 Meter lang
- Haltebremsen, hydraulisch, sichere Funktion umstritten, durch kontinuierliche Pufferungen auflaufender Wagen Durchrutschgefahr
- Bremsprellböcke, absenkbar, in Gefällebahnhöfen eingesetzt

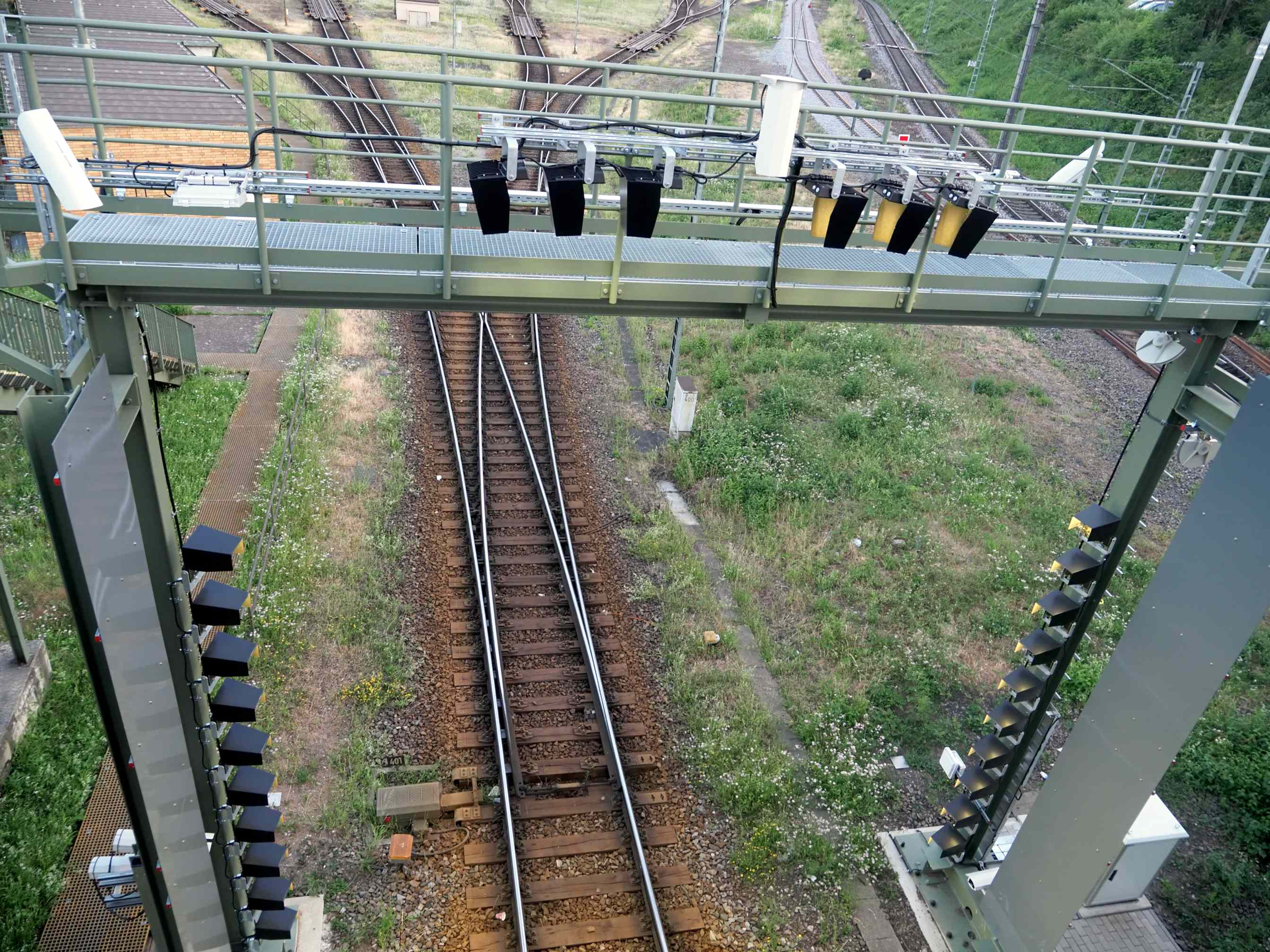
Portal mit Sensoren über dem Berggleis im Kornwestheim Rangierbahnhof

Äußere Einrichtungen sind alle Einrichtungen, die die Prozesse steuern, also die Rechentechnik, die
- die Wagenfolge einliest,
- den Ablauf steuert,
- entsprechend die Weichen legt,
- Gut- und Schlechtläufer feststellt und diese mittels Rangiertechnik kinematisch reguliert.

### Rangiertechnik
Die Rangiertechnik unterliegt höchsten dynamischen und statischen Ansprüchen. Die Bauarten müssen definierte Stöße und Aufpralle ohne physische Schäden aufnehmen. Die Bauweise muss äußerst robust, „bahnfest“ sein. Die elektrischen und elektronischen Bauteile müssen ihre Funktionseigenschaften bei jeder Witterung und Belastung behalten, d. h. auch Notlaufeigenschaften besitzen. Diese Funktionsprüfung wurde in langjährigen Erprobungen in den Rangieranlagen der Deutschen Bahn und deren Vorgängern, der Deutschen Reichsbahn und der Deutschen Bundesbahn, durchgeführt.
Die entstehenden dynamischen Schubkräfte müssen besonders bei Balkengleisbremsen in die Fundamente und in den Oberbau abgeleitet werden. Zum profilfreien Befahren der Rangiergleise sind die Fahrwege durch die Triebfahrzeugführer auf Befahrbarkeit zu prüfen. Es gibt ein Wagen- und ein Triebfahrzeugprofil. Lokomotiven würden bei Bremsstellung auf die rangiertechnischen Einrichtungen auffahren und diese beschädigen. Deshalb gibt es i. d. R. eine Lokfahrstellung, in der die rangiertechnischen Einrichtungen abgesenkt werden können. In dieser Stellung ist die Profilfreiheit nach der EBO gewährt. Dies ermöglicht das Beidrücken mit Lokomotiven, das Abziehen von Falschläufern sowie ein Ausfahren bzw. Schleppen der gebildeten Züge gegen und über den Ablaufberg. Wegen der hohen Belastung für die Technik sollte das Letztere eine Ausnahme sein. Es gibt Gleisbremsen, die wegen fehlender Absenkbarkeit das Befahren mit Triebfahrzeugen nicht zulassen und solche, bei denen die Löse- und Lokfahrstellung identisch ist.

### Typzulassung rangiertechnischer Einrichtungen
Seit 1999 wurden in Deutschland die verschiedenen rangiertechnischen Einrichtungen mit Typzulassungen in zweijährigen Erprobungen und fünfjährigen Verlängerungen der Typzulassung auf ihre Sicherheits- und Betriebseigenschaft durch das Eisenbahn-Bundesamt (EBA) geprüft und mit Bescheiden zugelassen. Für den Begriff der Zulassung wurde auch Genehmigung gebraucht. Die DB AG partizipierte mit eigenen zugelassenen Gutachtern. Das Eisenbahn-Bundesamt als Aufsichtsbehörde ließ nach der erfolgreichen Erprobung durch die Herstellerfirmen die Technik jeweils für fünf Jahre zu. Innerhalb und nach den fünf Jahren wurde die Technik erneut auf Schwachstellen untersucht. Gab es Schwachstellen, wurde unter Auflagen nachgebessert und erneut die Typzulassung verlängert. Die Verfügbarkeit der Technik lag bei über 99 %. Jeder, der rangiertechnische Einrichtungen herstellt und in den Verkehr der DB AG bringen will, muss eine Zulassung durch Fachorgane haben. Bis 2015 wurde fast alle in die Zukunft weisende Rangiertechnik, unabhängig von kommerziellen Einflüssen, vom EBA typzugelassen. Auch ausländischen Bahnen, wie die der Schweiz, Sloweniens, Österreichs, der Niederlande, Russlands, der USA oder Chinas, orientieren sich an den Zulassungen des Eisenbahn-Bundesamtes Deutschlands. Auf dem zweijährig in München stattfindenden Internationalen Symposium Rangiertechnik wurde dies von den beteiligten Nationen bekräftigt. Unabhängig von den EBA-Zulassungen sind die deutschen Hersteller rangiertechnischer Einrichtungen EU-zertifizierte Unternehmen, die nach internationalen Qualitäts- und Sicherheitsnormen produzieren und diese Technik in den Eisenbahnverkehr bringen dürfen. Seit 2014 ist der DB AG wieder erlaubt worden, rangiertechnische Einrichtungen in eigener Regie zuzulassen.
Die höchste Effizienz der Entwicklung der Rangiertechnik in den letzten 20 Jahren wurde auf einem neu erbauten Rangierbahnhof in Russland erreicht. Auf dem von 2013 bis 2017 gebauten Bahnhof Lužskaja-Sortirovočnaja mit 44 Richtungsgleisen gab es nahezu keine Anpassungen an vorhandene Anlagen. Er wurde nach neuestem Stand der Technik angelegt.

## Details zum Ablaufbetrieb
Die Geschwindigkeit der ablaufenden Wagen wird zunächst durch die abdrückende Lokomotive bestimmt. Die einfachste Art der Regelung wird mit speziellen Abdrücksignalen erreicht, die dem Führer der Abdrücklokomotive mitteilen, ob er schnell oder langsam abdrücken soll (was „schnell“ oder „langsam“ genau bedeutet, variiert von Ort zu Ort). Bei gleich bleibender Abdrückgeschwindigkeit der gesamten über den Berg geschobenen Wagengruppe bestimmt die Zykluszeit der anschließenden Weichen- und Bremssysteme, wie schnell abgedrückt werden kann (0,8 bis 1,4 m/s bei computergesteuertem Laufweg). Heutiger Stand der Technik ist das Abdrücken mit einer kontinuierlich direkt durch den Rangiercomputer funkferngesteuerten Lokomotive, die ihre Geschwindigkeit während des Abdrückvorgangs je nach Laufweg des gerade vorne laufenden Wagens ständig verändert. Hier können Spitzenabdrückgeschwindigkeiten von 3,3 m/s (München Nord) und durchschnittliche Abdrückgeschwindigkeiten von 1,6 m/s erreicht werden.
Am Fuße des Ablaufberges werden der Abstand und die Geschwindigkeit der ablaufenden Wagen durch Abbremsen weiter reguliert, damit sie je nach Anzahl der zusammen ablaufenden Wagen sowie je nach deren Gewicht, Laufeigenschaften, den Windverhältnissen und der Anzahl der bereits im Richtungsgleis befindlichen Wagen möglichst zielgenau bis zum letzten im Gleis stehenden Wagen ablaufen können. Diese Geschwindigkeitsregulierung erfolgte in älteren Rangierbahnhöfen von Hand, und zwar üblicherweise in Europa durch Hemmschuhleger und in den USA mit Wagenbremsern. Teilweise wurden auch Bremsknüppel eingesetzt.

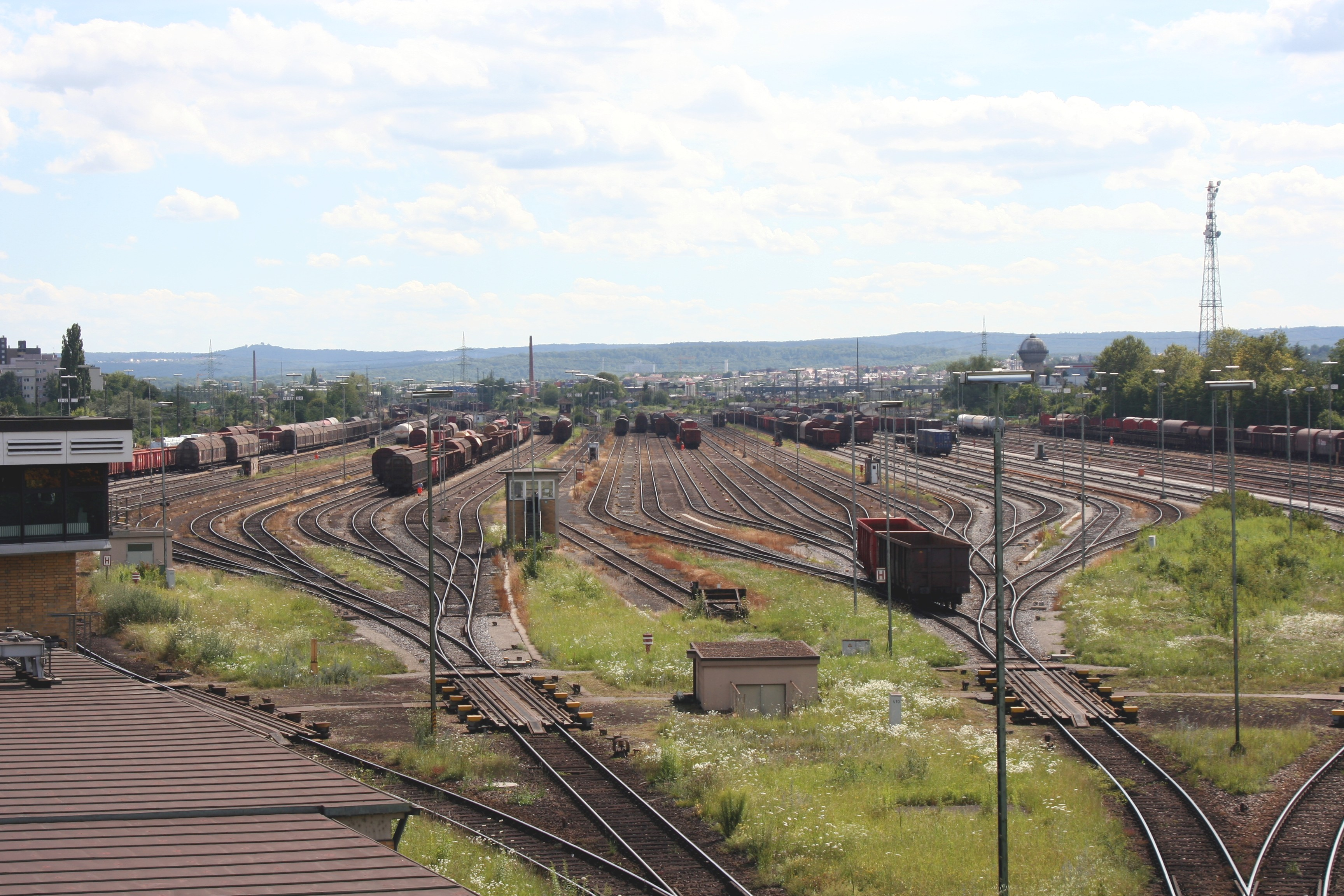
Richtungsgruppe des Rangierbahnhofs Kornwestheim, im Vordergrund die Talbremsen

Seit den 1920er Jahren wurde dieses nach und nach durch ein neues Verfahren ersetzt, bei welchem die ablaufenden Wagen in der Verteilzone mit mechanischen Gleisbremsen für jeweils etwa 6 bis 12 Richtungsgleise abgebremst werden (mechanisierter Ablaufberg). Die meisten Gleisbremsen sind als Balkenbremsen (Abbremsen durch gegen die Räder gedrückte Balken) ausgeführt, andere auch beispielsweise als Gummigleisbremsen. Sie werden wie die nachfolgenden Weichen der Verteilzone vom Ablaufstellwerk aus bedient.
Die Steuerung der Gleisbremsen und Weichen im Ablaufstellwerk erfolgte zunächst manuell mit mechanischer, elektromechanischer oder Drucktasten-Stellwerkstechnik sowie für die Gleisbremsen auch hydraulisch, während dafür in modernen automatischen Anlagen Computertechnik benutzt wird (siehe auch Artikel Stellwerk).
Die unmittelbar dem Ablaufberg folgenden Gleisbremsen in der Verteilzone werden als Talbremsen bezeichnet. Die einzelnen Richtungsgleise besitzen in automatischen Ablaufanlagen für die Feinregulierung der Ablaufgeschwindigkeit (Laufzielbremsung) in Verbindung mit dem Festhalten der Wagen im Gefälle oder Gefällsteil der Richtungsgruppe (Gefälleausgleichsbremsung) weitere Gleisbremsen unterschiedlicher Bauart: neben hydraulischen, pneumatischen und Dowty-Richtungsgleisbremsen kommen dort auch Gummi- oder Schraubenbremsen vor. Außerdem konnten die Wagen in älteren, auch mechanisierten Rangierbahnhöfen im Richtungsgleis allein durch das Ablaufenlassen und Abbremsen noch nicht kupplungsreif zusammengestellt werden, weshalb sie dort noch von einer Rangierlokomotive zusammengeschoben („beigedrückt“) werden mussten. Hierfür wurden in die Richtungsgleise automatischer Rangierbahnhöfe später Wagenförderanlagen eingebaut, die in zwei verschiedenen Varianten vorkommen: Als kontinuierlich arbeitende, kurze Räumanlagen (Raumförderer), um den vorderen Bahnhofsteil von schlecht laufenden Wagen freizuhalten, und als in Abständen arbeitende, langgestreckte Beidrückförderanlagen, um die Wagensäulen zu kuppelreifen Zügen zusammenzudrücken. Da durch die Computersteuerung des gesamten Abdrück- und Ablaufvorganges heute wesentlich weniger geräumt werden muss als früher, haben moderne Bahnhöfe nur noch eine kombinierte Räum-Beidrück-Förderanlage, die hauptsächlich zum Beidrücken dient, bei Bedarf aber auch Schlechtläufer aus der vorderen Gleiszone räumt.
Die Richtungsgruppe besitzt in Europa in der Regel nach je einer Talbremse zwecks möglichst gleich kurzem Durchlauf aller Wagen durch die Verteilzone je 8 Gleise in symmetrischer Weichenanordnung, häufig 32 Richtungsgleise mit vier Talbremsen. Abweichend hiervon folgen je einer Talbremse oft zum Beispiel in China 6 und in Russland 6 oder 7, sowie in den USA 6 bis 10 Richtungsgleise (dort haben auch Bündel von 8 Gleisen meistens asymmetrisch angeordnete Weichen). Ab etwa 48 Richtungsgleisen, in Ablaufanlagen mit russischer oder von dieser abgeleiteter Rangiertechnik auch bei weniger Richtungsgleisen, bestehen in der auf den Ablaufberg folgenden Verteilzone gewöhnlich zwei, selten auch drei Staffeln Gleisbremsen als Rampenbremsen und Talbremsen.
Die Wagen in den Richtungsgleisen werden gekuppelt und anschließend von einer Rangierlokomotive in eine weitere Gleisgruppe, häufig die Ausfahrgruppe, abgezogen. Dort wird der Zug fertiggestellt, die Kupplungen werden kurzgemacht, die Bremsleitungen verbunden, die Bremsberechnung durchgeführt, die Bremsprobe ausgeführt und die Schlusssignale aufgesteckt. In kleineren Rangierbahnhöfen wurden die Züge auch in der Richtungsgleisgruppe fertiggestellt, doch erfordert das wegen der erforderlichen Arbeitssicherheit besondere Maßnahmen.
Während in Europa, Russland, China und den meisten anderen Ländern die Länge der Einfahr-, Richtungs- und Ausfahrgleise etwa gleich ist, sind die Ein- und Ausfahrgleise in den USA und Kanada durchschnittlich zwei- bis dreimal so lang wie die Richtungsgleise, weil dort erheblich längere Züge als in den anderen Ländern gefahren werden. Da aber eine den Anforderungen genügende rangiertechnische Ausrüstung derartig langer Richtungsgleise nicht mehr möglich ist, werden dort lange Ferngüterzüge für einen Zielbahnhof in zwei oder drei Richtungsgleisen gebildet und die Zugteile anschließend in der Ausfahrgruppe vereinigt.

### Anzahl der Rangiersysteme

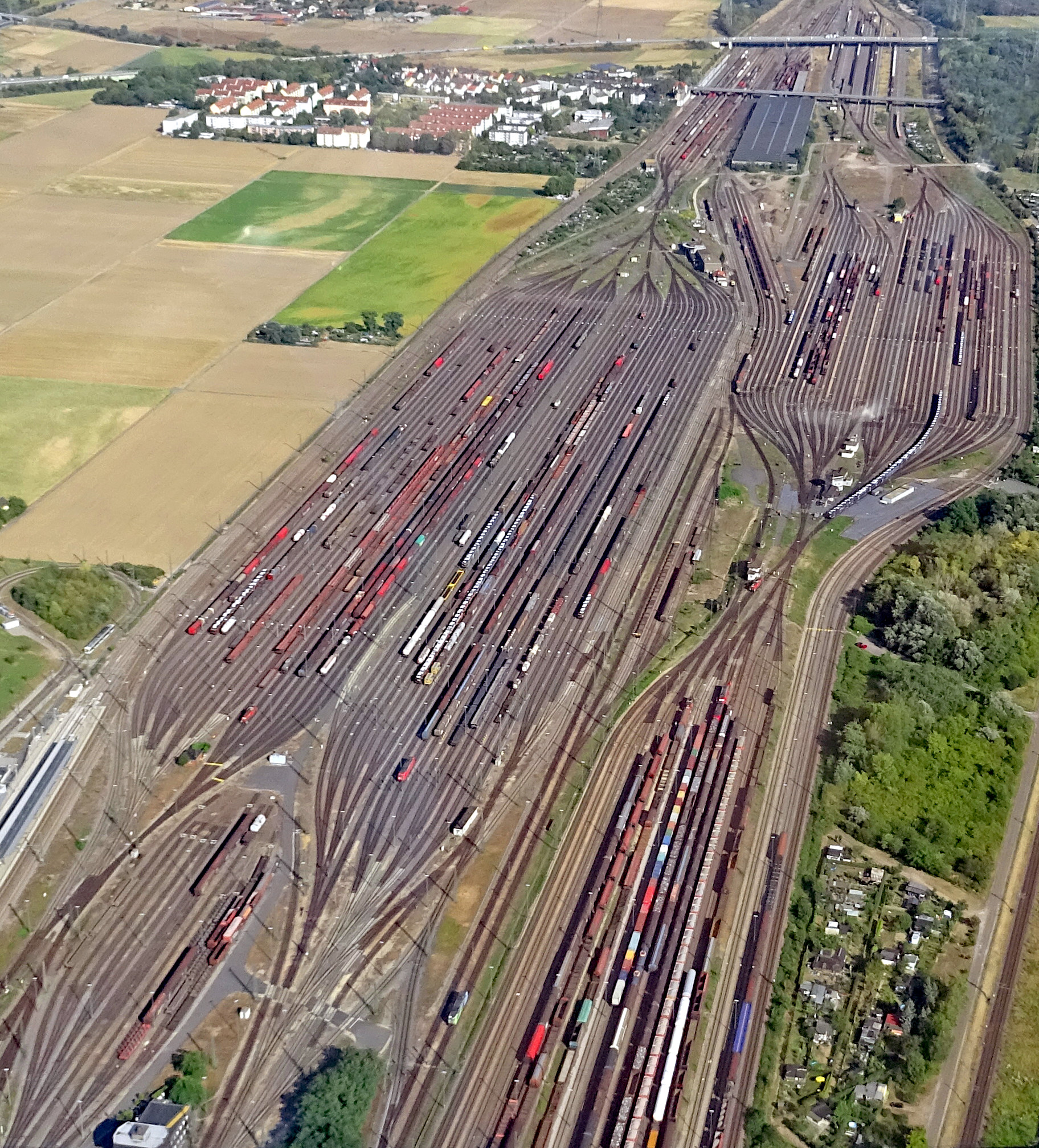
Luftaufnahme des zweiseitigen Rangierbahnhofes Mannheim (August 2018)

Rangierbahnhöfe können einseitig oder zweiseitig angelegt sein.
Die meisten Rangierbahnhöfe sind einseitig. In einseitigen Bahnhöfen werden die Züge beider den Bahnhof durchlaufenden Richtungen in einem gemeinsamen Rangiersystem zerlegt und neu gebildet. Dabei behindern teilweise Züge, die gegen die Arbeitsrichtung des Ablaufberges in den Bahnhof einfahren, den Ablaufbetrieb. Um dieses zu vermeiden, wurde manchmal (besonders in Russland und China) am vom Ablaufberg abgewandten Ende der Einfahrgruppe eine Kehrschleife angelegt. Der an der deutsch-schweizerischen Grenze gelegene Rangierbahnhof Basel Badischer Bahnhof wies sogar ursprünglich drei Schleifen auf, von denen heute nur noch die nördliche zum Wenden von Zügen des Kombinierten Verkehrs genutzt wird.
In zweiseitigen Rangierbahnhöfen besteht für jede Richtung ein gesondertes Rangiersystem. Wagen, die den zweiseitigen Bahnhof am selben Ende wieder verlassen müssen, von dem sie eingefahren sind, müssen innerhalb des Bahnhofes nach dem ersten Ablauf in das andere Rangiersystem überführt werden, um sie dort in das für den Zielbahnhof zutreffende Richtungsgleis ablaufen zu lassen (Eckverkehr). Dies ist gegenüber dem Vorteil der hohen Leistungsfähigkeit wegen der kosten- und zeitaufwändigeren zusätzlichen Rangierarbeit ein entscheidender Nachteil zweiseitiger Rangierbahnhöfe. Die zweiseitige Bauform wurde insbesondere gewählt, wenn beispielsweise bei Bergbaugebieten oder Seehäfen zwischen den beiden Fahrtrichtungen nur ein geringer Waggonaustausch erforderlich war und/oder wenn die erforderliche Leistungsfähigkeit in einem einseitigen Bahnhof nicht mehr bewältigt werden konnte. Zweiseitige Rangierbahnhöfe wurden besonders in Großbritannien, Mitteleuropa, der ehemaligen Sowjetunion, Indien, China und den USA angelegt; in anderen Ländern dagegen nur selten. Ältere Rangierbahnhöfe wurden häufiger zweiseitig angelegt als neuere, da später dank modernerer Rangiertechnik einseitige Rangierbahnhöfe mit höherer Leistungsfähigkeit errichtet werden konnten.
Eine seltenere Variante zweiseitiger Rangierbahnhöfe waren Bahnhöfe mit einem Rangiersystem für den langsameren Frachtgutverkehr und einer kleineren Rangieranlage für den Eilgutverkehr (zum Beispiel: Duisburg Güterbahnhof, Frankfurt (Main) Hauptgüterbahnhof, Saint-Pierre-des-Corps bei Tours, Bologna San Donato).
Als Sonderbauarten wurden abweichend hiervon auch wenige Rangierbahnhöfe mit mehr als zwei Rangiersystemen (besonders in Deutschland) sowie in Kopfform (besonders in Italien) erbaut.

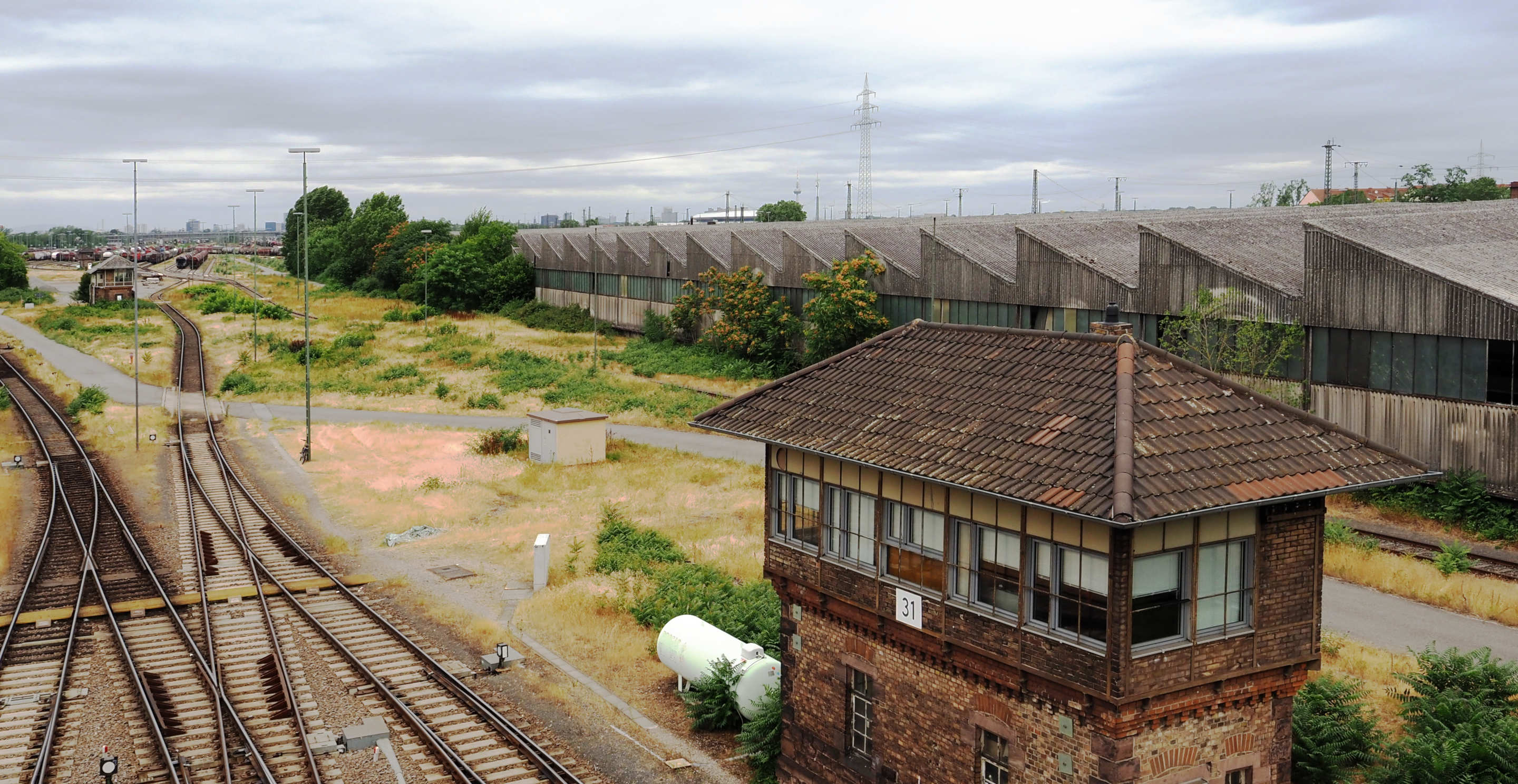
Umladehalle im Mannheim Rangierbahnhof

### Stückgutbeförderung
Neben der Beförderung ganzer Ladungen vom Abgangs- zum Zielbahnhof in einem Wagen gehörte zum Wagenladungsverkehr bis zu dessen Verlagerung auf die Straße auch der Transport von Stückgut, das heißt mehrerer Sendungen für verschiedene Kunden in einem Wagen. Dabei wurde das am Abgangspunkt anfallende Stückgut in den Wagen gemischt aufgegeben. Um dieses den richtigen Empfängern liefern zu können, musste es unterwegs in andere Wagen umgeladen werden, welche dann zuletzt alle für den jeweiligen örtlichen Stückgutbahnhof bestimmten Sendungen enthielten. Hierfür wurde ein Teil der Rangierbahnhöfe mit Stückgutumladehallen (manchmal mit vorgeschaltetem gesonderten Ablaufberg) ausgerüstet.

## Geschichte

### Frühzeit

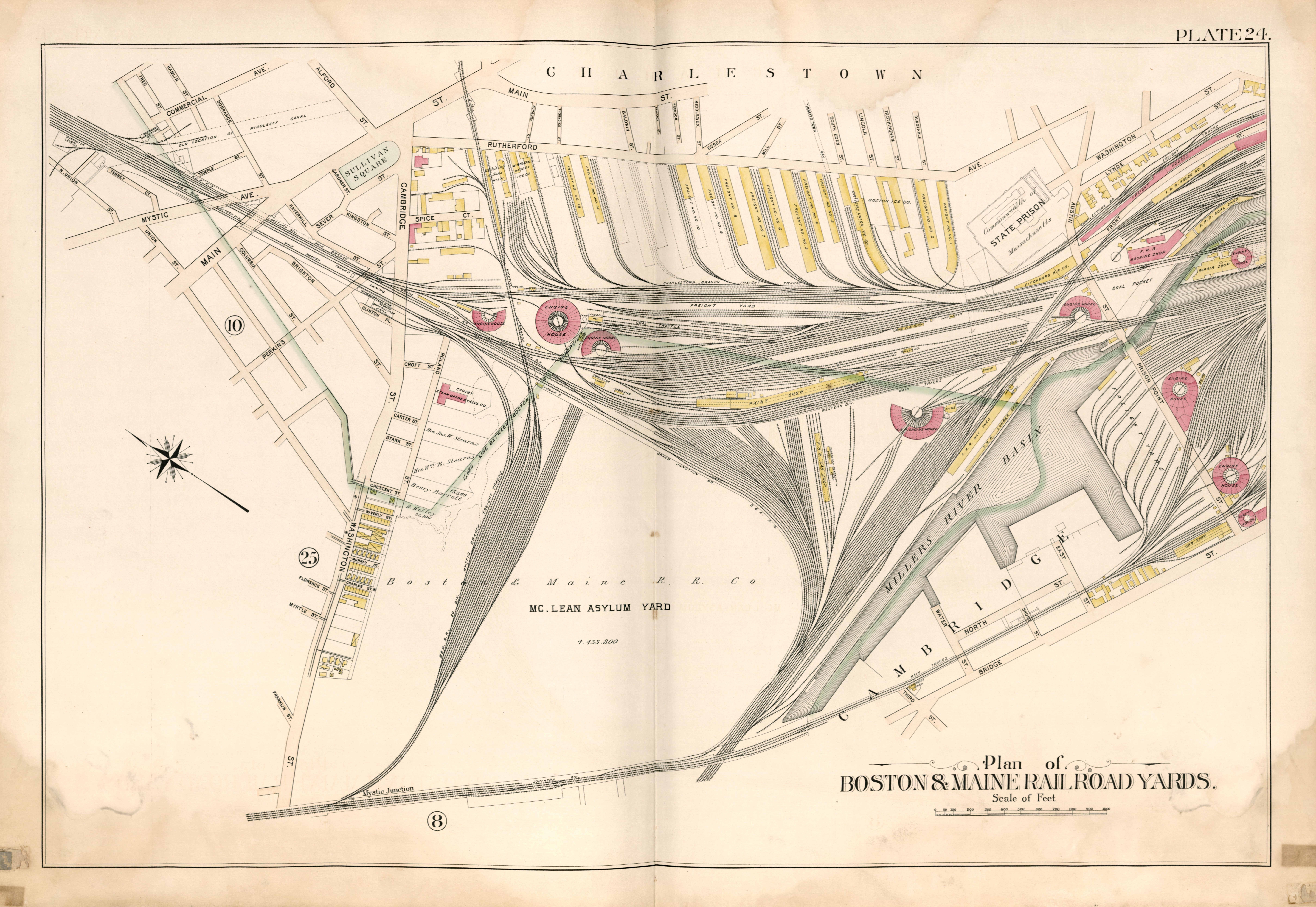
Plan des Rangierbahnhofs der Boston & Maine Bahngesellschaft in Somerville von 1895: alte Anlage mit mehreren Gleisharfen ohne Ablaufberg.

Bereits 1846 wurde im Leipziger Bahnhof in Dresden erstmals zum Rangieren die Schwerkraft angewendet, allerdings noch mit dem im Gefälle liegenden Hauptgleis statt einem Ablaufberg heutiger Bauweise. Zunächst müssen die Wagen oder Wagengruppen von Hand entkuppelt werden. Dies war einer der gefährlichsten Arbeitsplätze im Eisenbahnbetrieb. Nachdem der Rangierbetrieb in der Frühzeit der Eisenbahn noch in einigen den Güterbahnhöfen angeschlossenen Rangiergleisen verrichtet wurde, zeichnete sich seit den 1860er Jahren ab, dass diese kleinen und bereits umbauten Rangieranlagen dem gestiegenen Verkehrsaufkommen nicht mehr genügten und aus diesem Grunde der Bau gesonderter „Rangirbahnhöfe“ erforderlich wurde. Diese frühen Rangierbahnhöfe hatten noch bescheidenere Ausmaße als die heutigen. In ihnen wurde noch nicht mit Ablaufbergen, wohl aber teils mit geneigten Ausziehgleisen (damals übliche Bezeichnung: „Rangirkopf“) oder manchmal auch mit Pferden rangiert. In diesen Bahnhöfen befanden sich im Gleisfeld als Rangierhilfsmittel gelegentlich noch Drehscheiben oder seltener Schiebebühnen.

### Technischer Fortschritt
Der erste einfache Ablaufberg wurde 1858 im heute verschwundenen Übergabebahnhof Leipzig errichtet. Der erste Rangierbahnhof mit hintereinander angelegten Einfahr-, Richtungs- und Ausfahrgruppen war der Gefällsbahnhof Terre Noire bei Saint-Étienne (Loire) in Frankreich (1863). Dem folgte 1869 in Nordostengland der Bahnhof Shildon. 1876 wurde im Bahnhof (Mülheim an der Ruhr-) Speldorf der erste Ablaufberg heutiger Bauweise mit Gegensteigung errichtet. Die damalige mechanische Stellwerkstechnik erforderte bei größeren Ablaufanlagen meistens noch mehrere Stellwerke in der Verteilzone.
Die heute übliche Anordnung der Gleisanlagen der Rangierbahnhöfe mit getrennten Gruppen hat sich ab den 1890er Jahren durchgesetzt. In dieser Bauweise wurde 1891 in (Oberhausen-)Osterfeld Süd der erste Hochleistungsrangierbahnhof als zweiseitige Anlage angelegt. In einer ersten großen Neubauwelle ab Ende des 19. Jahrhunderts wurden in Mitteleuropa und ab den ersten Jahrzehnten des 20. Jahrhunderts auch in den übrigen Teilen Europas, den USA, Russland und Indien zahlreiche weitere und in verschiedenen anderen Ländern vereinzelt neue Rangierbahnhöfe errichtet sowie Altanlagen erweitert. Diese waren noch nicht mechanisiert, wohl aber wurde die Notwendigkeit des zielgenauen Abbremsens der Wagen bereits erkannt und hierfür die Anwendung der Hemmschuhe durch den Einbau von Hemmschuhauswurfvorrichtungen am Fuße des Ablaufberges (in Deutschland: Bauart Büssing) als Vorläufer der späteren Gleisbremsen erleichtert.

### Mechanisierung
In den zwanziger Jahren des 20. Jahrhunderts wurden zwecks weiterer Leistungssteigerung und Verringerung des gefährlichen Einsatzes von Hemmschuhen die ersten Rangierbahnhöfe mit Balkengleisbremsen mechanisiert: 1923 in den USA der Bahnhof Gibson bei Chicago noch mit einer komplizierten, mit einer Vielzahl von Gleisbremsen versehenen Ablaufanlage, dann 1924 in Köln-Nippes sowie aus Anlass der dortigen eisenbahntechnischen Ausstellung in Seddin (Knotenbereich Berlin) modernere Versuchsanlagen. Die erste den praktischen Anforderungen vollauf genügende mechanisierte Gleisbremsanlage (vier hydraulische Bremsen, Bauart Frölich) wurde dann 1925 in der heute stillgelegten Ablaufanlage Hvw des Bahnhofs Hamm Rbf, der während vieler Jahrzehnte Europas größter Rangierbahnhof war, in Betrieb genommen. Weitere Rangierbahnhöfe folgten in den nächsten Jahrzehnten. Die damals neue elektromechanische Stellwerkstechnik ermöglichte nunmehr die Bedienung der Ablaufanlage von nur einem Stellwerk aus. Gleichzeitig wurden die ersten Ablaufstellwerke mit einfachen Anlagen zur vorherigen Ablaufspeicherung (Speicherung der Reihenfolge der Umstellung der ersten bzw. aller Weichen der Verteilzone während des Ablaufvorganges) ausgerüstet. Das Jahr 1925 wurde 1985 auf einen Rangiertechnik-Symposium an der Hochschule für Verkehrswesen Dresden als Gründungsjahr der modernen Rangiertechnik mit Gleisbremsen begangen. Ab 1927 optimierten die Firmen Siemens und Heckel im Auftrag der Deutschen Reichsbahn die Rangierbahnhöfe in Dresden und Chemnitz mit einer innovativen Seilablaufanlage. Dabei wurde ein lokomotivloser Ablaufbetrieb möglich.
Während des Zweiten Weltkrieges wurden die Rangierbahnhöfe Deutschlands und teilweise auch anderer Länder durch Luftangriffe zerstört. Sie mussten daher anschließend wieder aufgebaut werden, wobei sie zunächst aber wegen Geldmangels oder in Deutschland auch wegen Auflagen der Besatzungsmächte nur manchmal bereits zugleich modernisiert wurden.

### Automatisierung

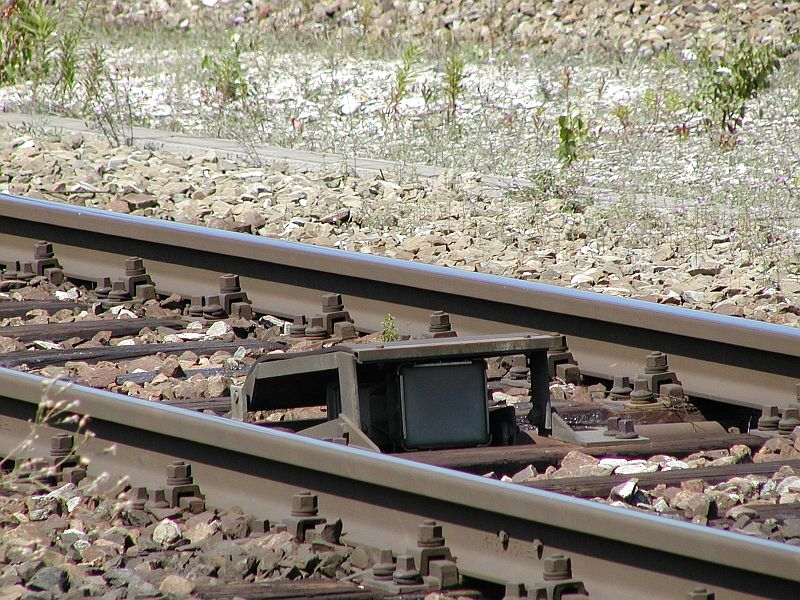
Radarkontakt im Gleis (München Nord Rangierbahnhof)

Der erste teilautomatische Ablaufberg mit Computersteuerung der Gleisbremsen und Weichen wurde 1955 im Bahnhof Kirk bei Gary im Ballungsraum Chicago eröffnet, worauf ab den 60er Jahren zahlreiche weitere Rangierbahnhöfe automatisiert wurden und diese mit fortschreitender Vervollkommnung der Technik (Vollautomatisierung mit Laufzielbremsung) somit keine Hemmschuhleger mehr benötigten. Außerdem wurde für die Abdrücklokomotiven der führerlose Betrieb mit Bedienung vom Ablaufstellwerk aus durch Funkfernsteuerung eingeführt, wodurch auch Abdrücksignale entbehrlich wurden.
Mit der durch Mechanisierung und Automatisierung erreichten Leistungssteigerung bestimmter Rangierbahnhöfe konnte gleichzeitig durch Stilllegung anderer Rangierbahnhöfe eine durchgreifende Rationalisierung erzielt werden; dem gleichen Zweck diente auch der Umbau einiger zweiseitiger Bahnhöfe in einseitige sowie in einer zweiten Neubauwelle etwa ab der Mitte des 20. Jahrhunderts die Errichtung großer Rangierbahnhöfe an Standorten, die bisher nur veraltete und wegen der umgebenden Bebauung nicht mehr erweiterungsfähige Rangierbahnhöfe besessen haben, welche dann teilweise oder vollständig stillgelegt wurden. Gleichzeitig entstanden auch in Ländern und Gebieten mit später einsetzender Industrialisierung viele neue Rangierbahnhöfe. Vor allem in China wurden zahlreiche neue Rangierbahnhöfe errichtet, darunter der zweiseitige heute größte Rangierbahnhof Asiens in Zhengzhou Bei (Nord) mit 34 und 36 Richtungsgleisen. Soweit die topografischen Gegebenheiten es zugelassen haben, wurden diese Neubauten wegen der größeren verfügbaren Fläche und der geringeren Grundstückspreise oft weit außerhalb des geschlossen bebauten Stadtgebietes errichtet. Diese Neubautätigkeit erreichte zum Beginn der achtziger Jahre ihren Höhepunkt, lediglich in Südamerika ist es bei nur sehr wenigen Rangierbahnhöfen geblieben.
Der Rangierbahnhof Nürnberg von 1903 wurde im laufenden Betrieb ab 1983 umgebaut und ging ab 21. April 1987 automatisiert in Betrieb.

### Die größten Rangierbahnhöfe der Welt
Zweiseitige Rangierbahnhöfe

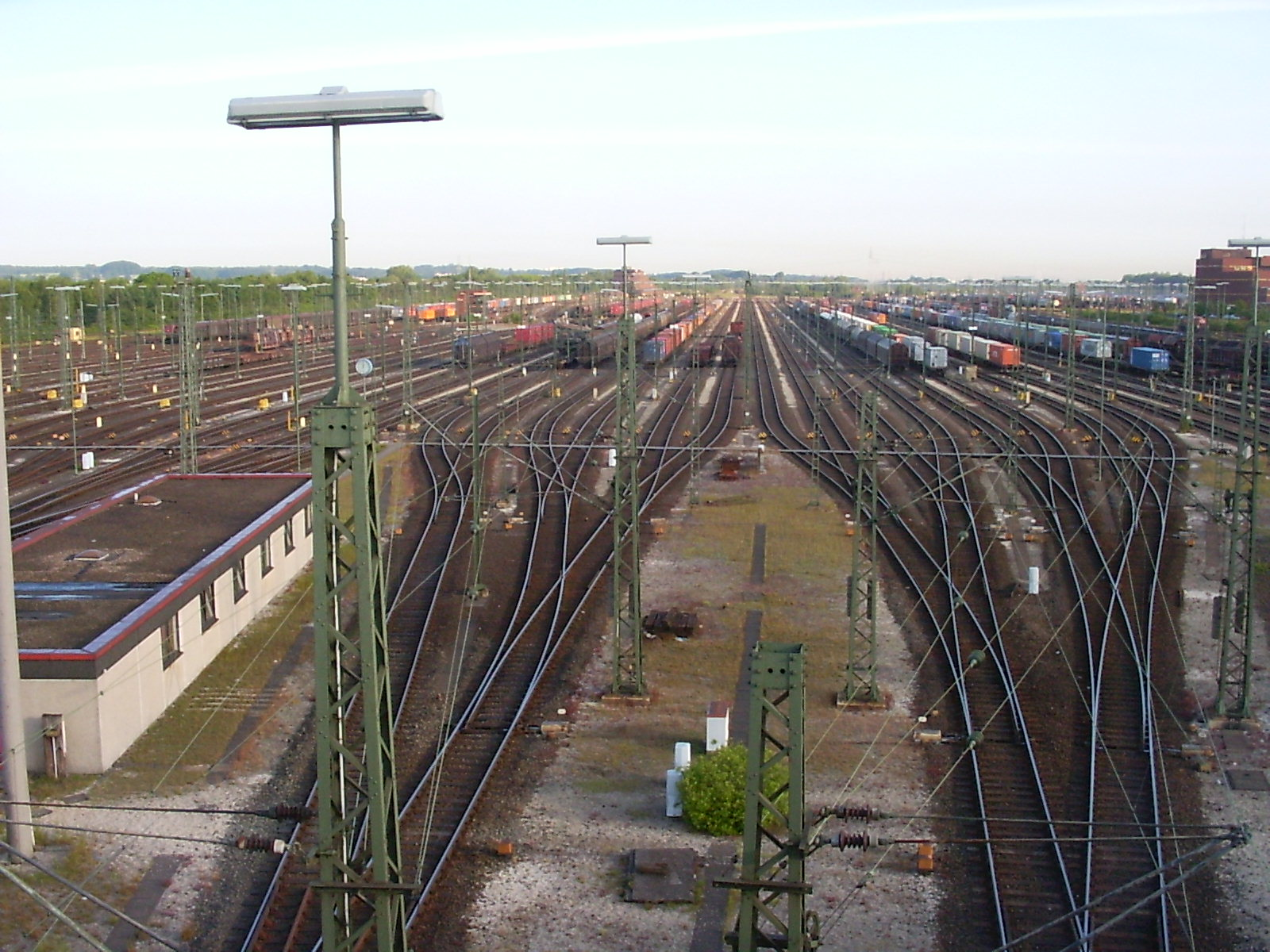
Rangierbahnhof Maschen mit 48 Richtungsgleisen

Der jemals größte Rangierbahnhof der Welt war der zweiseitige Bahnhof Bailey Yard bei North Platte (Richtung Osten 64 und Richtung Westen 50 Richtungsgleise), gelegen nahezu im Herzen der USA im Bundesstaat Nebraska an der Transkontinentalbahn von San Francisco nach Chicago. Im Jahr 2020 wurde jedoch angekündigt, das Rangiersystem Richtung Osten stillzulegen. Die größten Rangierbahnhöfe Europas sind die zweiseitigen Bahnhöfe Maschen Rbf südlich von Hamburg (gebaut mit 64 und 48 Richtungsgleisen, heute 48 und 40 Richtungsgleise) sowie Antwerpen Noord mit 56 und 40 Richtungsgleisen.
In den USA gab es mehrere fast gleich große zweiseitige Rangierbahnhöfe. In Südafrika wurde der Bau des Rangierbahnhofes Sentrarand nordöstlich von Johannesburg begonnen, der mit vier Rangiersystemen mit je 64 Richtungsgleisen noch größer werden sollte. Allerdings wurde davon nur ein System verwirklicht. Schon damit ist er der größte Rangierbahnhof Afrikas.
Einseitige Rangierbahnhöfe
Die größte Ablaufanlage aller Zeiten im einseitigen Bahnhof Taschereau in Montreal mit 83 Richtungsgleisen ist bereits stillgelegt. Über 100 Richtungsgleise, allerdings einschließlich verschiedener direkt an den Ablaufberg angeschlossener Nebenanlagen, hatte früher der Nürnberger Rangierbahnhof.
Im Jahre 2015 wurde der zunächst 40 Richtungsgleise aufweisende Rangierbahnhof Bellevue (Ohio) auf 80 Richtungsgleise erweitert, der Ablaufberg jedoch 2020 wieder stillgelegt.
Die zurzeit größte Ablaufanlage besitzt der einseitige Bahnhof Young Yard bei Elkhart (Indiana) am äußersten südöstlichen Rand des Knotenbereiches Chicago. 72 Richtungsgleise besaß vor seiner Stilllegung auch der Bahnhof Agincourt in Toronto. Nimmt man alle Bahnhofsgleise zusammen, ist jedoch der als Kopfbahnhof ausgeführte Bahnhof MacMillan in Toronto mit 71 Richtungsgleisen und einer mit 50 Gleisen sehr großen Nachordnungsgruppe noch größer.
Entwicklung
Mit diesen größten Rangierbahnhöfen wurde der Höhepunkt und gleichzeitig im Wesentlichen auch der Abschluss der Entwicklung erreicht. So wurden beim Umbau des Maschener Rangierbahnhofs 16 bzw. 8 Richtungsgleise außer Betrieb genommen und stattdessen fortgeschrittenere Computertechnik und Hochgeschwindigkeitsweichen eingesetzt.
Weitere große Rangierbahnhöfe Europas sind in der Liste von Rangierbahnhöfen aufgeführt.

### Rangierbahnhöfe in der Kulturlandschaft

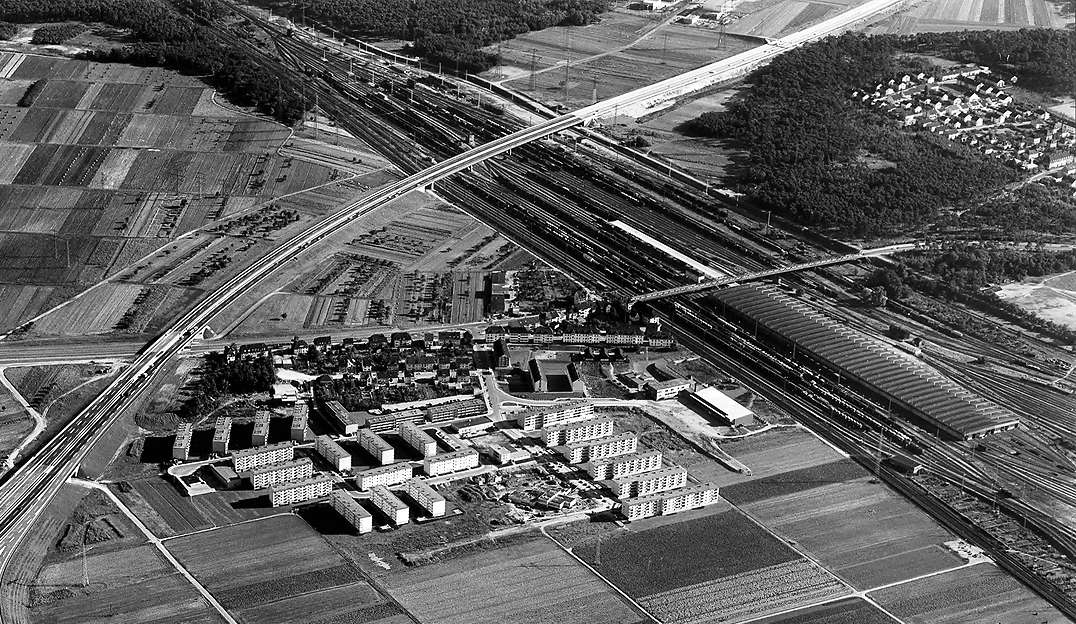
Hochstätt, isolierter Stadtteil von Mannheim beim Rangierbahnhof. Rechts die Umladehalle.

Die großflächigen Gleisanlagen der Rangierbahnhöfe mit ihren technischen Bauten wie Flutlichtmasten (im deutschsprachigen Raum allerdings nur ausnahmsweise, da dort stattdessen meistens eine Vielzahl kleinerer Lampen benutzt wird), Stellwerken, Werkstätten, Wassertürmen, Überwerfungsbauwerken, Über- und Unterführungen zur niveaufreien Kreuzung mit Straßen sowie die zugehörigen Eisenbahnersiedlungen wurden ein wesentlicher und eindrücklicher Bestandteil industrieller und großstädtischer Kulturlandschaften. An abgelegeneren Standorten von Rangierbahnhöfen wuchsen kleinere Ortschaften zu eigentlichen „Eisenbahnstädten“ heran.
Gleichwohl sind viele Rangierbahnhöfe für Eisenbahnreisende beim Blick aus dem fahrenden Reisezug unsichtbar, da sie an nur von Güterzügen befahrenen Strecken oder Umgehungsbahnen angelegt wurden.

## Strukturwandel des Güterverkehrs und Niedergang der Rangierbahnhöfe

### Gütertransport in der Gegenwart
Schon in der ersten Hälfte des 20. Jahrhunderts begann der Straßenverkehr als Konkurrent zum Eisenbahnverkehr aufzutreten. In dessen zweiter Hälfte setzte ein allgemeiner wirtschaftlicher Strukturwandel in den Industrieländern ein, im Zuge dessen zahlreiche großvolumige typische Eisenbahntransporte entfielen, zum Beispiel infolge Deindustrialisierung oder Wegfall des Transports von Hausbrandkohle mit Feinverteilung zu den Güterbahnhöfen auch in abgelegeneren Gebieten.
Dies hatte eine weitgehende Änderung der Art der beförderten Güter von eisenbahntypischen schweren Massen- und Investitionsgütern für mehrheitlich relativ zentral an den Eisenbahnstrecken gelegene Großkunden und auch kleinere Kunden mit Gleisanschluss auf kleinteilige Konsumgüter für unzählige verstreute, oft auch in neuen Gewerbegebieten ohne Gleisanschluss gelegene kleine Kunden zur Folge. Hierdurch kehrten sich auch die Anforderungen der Kundschaft an das Transportmittel um. Statt der für die Beförderung großer Mengen schwerer Güter erforderlichen hohen Leistungsfähigkeit bei geringerer Bedeutung der Geschwindigkeit wird nunmehr ein schneller termingebundener Transport mehrheitlich leichterer Waren an jeden Ort auch abseits der Eisenbahnstrecken ohne Zeitverzögerungen und zusätzliche Kosten infolge Umladens zwischen Schiene und Straße erwartet.
Da diese Anforderungen aus der wirtschaftlichen Sichtweise der Verlader vom Straßenverkehr trotz seiner Staus besser erfüllt werden als vom Schienenverkehr, dessen größere Sicherheit und Umweltfreundlichkeit bei der Wahl des Transportmittels meistens nicht entscheidend ist, ging der Eisenbahngüterverkehr bei gleichzeitiger rascher Steigerung des Straßengüterverkehrs erheblich zurück.

### Verlagerung des unwirtschaftlichen Einzelwagenverkehrs auf die Straße
Neben dem Rückgang des Eisenbahngüterverkehrs infolge des allgemeinen wirtschaftlichen Strukturwandels blieb auch eisenbahnseitig der gegenüber dem Ganzzugverkehr aufgrund des notwendigen Rangierens vor allem wegen der höheren Personalkosten teurere Einzelwagenverkehr nur mehr über wenige längere Strecken zwischen aufkommensstarken Zentren wirtschaftlich, aber nicht mehr für die übrigen Transporte auf Kurzstrecken, für kleine Kunden oder in ländlichen Gebieten. Hieraus folgt im Einzelwagenverkehr auch der Bedeutungsverlust des defizitären Inlandsverkehrs gegenüber dem profitablen internationalen Verkehr, obwohl die eigentlichen Transportmengen ohne Berücksichtigung des benutzten Verkehrsmittels insgesamt mit zunehmender Entfernung geringer werden.
Die Unwirtschaftlichkeit des Einzelwagenverkehrs wird in Europa (im Gegensatz zu Russland, China oder den USA) durch die bis heute noch fehlende Umstellung des Güterwagenbestandes auf selbsttätig kuppelnde Mittelpufferkupplungen verstärkt. Hinzu kommt in vielen Ländern die Umwandlung der Eisenbahnen von staatlichen zu gewinnorientierten privaten Betrieben, die aus Kostengründen nur mehr die Verkehre ohne Rangiernotwendigkeit betreiben wollen.
Der Einzelwagenverkehr wurde daher zur Kostenverringerung zwecks Gewinnsteigerung erheblich rationalisiert durch:
- vor allem die Aufgabe des aufgrund des notwendigen Umladens besonders personal- und daher kostenintensiven Stückgutverkehrs; im Weiteren durch:
- Aufgabe der getrennten Beförderung von Eilgut,
- teilweisen Ersatz durch Containerisierung und Ganzzugbetrieb,
- bahnseitige Kündigung der verbliebenen Gleisanschlüsse vieler kleiner selbst noch zum Eisenbahntransport gewillter Kunden,
- Schließung fast aller kleinen und vieler mittlerer Güterbahnhöfe,
- Verkleinerung fortbestehender Güterverkehrsanlagen: Abbruch der (von reinen Containerbahnhöfen abgesehen) öffentlichen Ladestellen, weil der Bahnhof nur mehr Anschlussgleise bedient, und Verminderung der Anzahl der Bahnhofsgleise;
- bahnseitige Verweigerung der Annahme von Kurzstreckentransporten zwischen geöffneten Güterbahnhöfen,
- Umstellung der direkten Transportwege über die kürzesten Strecken auf das Hub and Spoke-Verfahren mit Anbindung von Güterbahnhöfen nur mehr an einen Rangierbahnhof statt in jede Richtung sowie Konzentration der Ferngüterzüge auf wenige Strecken, infolgedessen Umwegfahrten vieler Transporte;
- vollständige oder teilweise Stilllegung von Eisenbahnstrecken,
- sowie den mit diesen Maßnahmen einhergehenden Personalabbau mit höherer Belastung des verbliebenen Personals.

Alle diese Gründe führten auch zur Verlagerung vieler bisher auf der Schiene beförderter Transporte besonders im Einzelwagenverkehr auf die Straße, die seit den 1960er Jahren die Eisenbahn als wichtigsten Verkehrsträger abgelöst hat. Der Einzelwagenverkehr wurde daher entweder stark eingeschränkt oder von einigen Bahngesellschaften auch ganz aufgegeben.

### Umfangreiche Stilllegungen von Rangierbahnhöfen

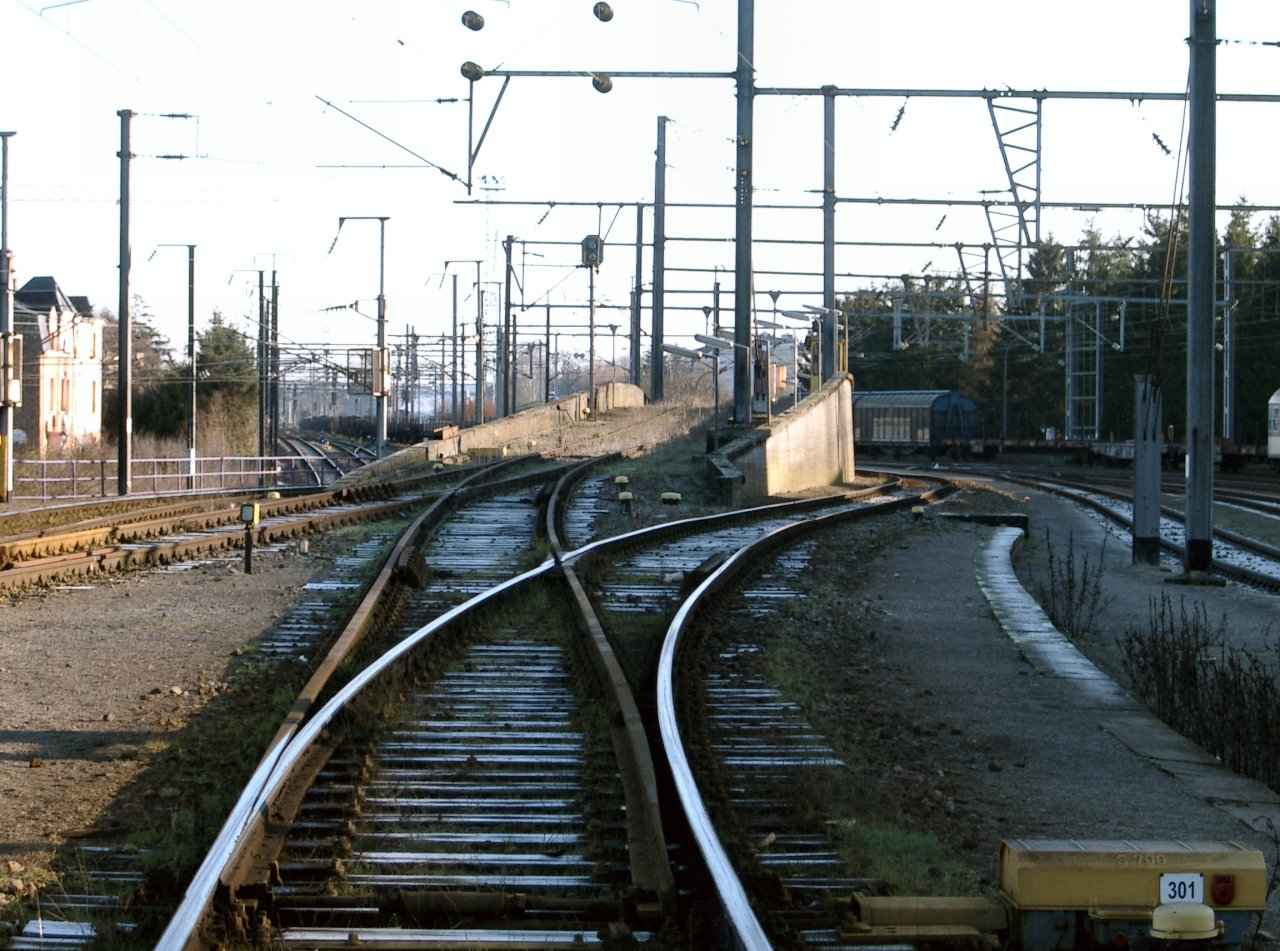
Stillgelegter Ablaufberg eines kleinen Rangierbahnhofes nach Abbruch des Berggleises (Pétange, Luxemburg).

Die einst die Betriebskosten des Einzelwagenverkehrs vermindernden modernen Rangierbahnhöfe wurden aufgrund des unwirtschaftlich gewordenen Einzelwagenverkehrs und seines daraus folgenden Rückganges selbst unwirtschaftlich. Sie werden daher von den Eisenbahngesellschaften heute nur noch in geringem Umfang benötigt.
So wurden bis 1984 in Großbritannien (auf der theoretischen Grundlage des Rationalisierungsprogrammes des damaligen BR-Vorsitzenden Richard Beeching aus dem Jahre 1963, wonach die Grundeinheit im Eisenbahngüterverkehr nicht mehr der einzelne Güterwagen, sondern ein ganzer Güterzug ist) und Japan (nach Bahnprivatisierung) alle Rangierbahnhöfe stillgelegt; später auch in Australien, Dänemark, Norwegen sowie in den Jahren 2006 in Spanien und 2012 in Italien. Dabei blieb in diesen Ländern noch ein sehr geringer Einzelwagenverkehr bestehen, für den nur mehr in kleineren Güterbahnhöfen ohne Ablaufberg rangiert wird (in Großbritannien teilweise in den Resten ehemaliger Rangierbahnhöfe). In Japan wurde der Einzelwagenverkehr außer auf die Straße aufgrund der konzentrierten Lage des größten Teiles seiner Industrien an der Südküste der Hauptinsel Honshū auch auf die Küstenschifffahrt verlegt.
Teilweise zeichnet sich in den Ländern, in denen die Staatsbahnen den Einzelwagenverkehr weitgehend abgeschafft haben (wie Norwegen 2003/2004 und Italien 2012), der Trend ab, dass private Eisenbahnverkehrsunternehmen langsam beginnen, selbigen wieder anzubieten, da mit Ganzzügen allmählich der Gewinn stagniert (die Anzahl der Unternehmen, die einen ganzen Zug abzufertigen haben, ist begrenzt). Das hierdurch entstehende Einzelwagen-Verkehrsaufkommen füllt derzeit noch bei weitem nicht die Kapazitäten der ehemaligen Rangierbahnhöfe, die privaten gemischten Güterzüge werden daher in kleineren Knotenbahnhöfen ohne Ablaufberg zusammengestellt.
In allen anderen Ländern, welche Rangierbahnhöfe besessen haben, wurde ebenfalls ein großer Teil davon stillgelegt, darunter besonders in ländlichen oder deindustrialisierten Gebieten, in Eisenbahnkomplexen mit mehreren Rangierbahnhöfen sowie in Grenzbahnhöfen. Außerdem wurden in den verbliebenen Rangierbahnhöfen meistens die Nachordnungsgruppen stillgelegt sowie manchmal die Anzahl der Richtungsgleise reduziert und in manchen zweiseitigen Rangierbahnhöfen wurde ein System (ohne Erweiterung des anderen Systems) stillgelegt. Der Wegfall des Stückgutverkehrs hatte die Stilllegung der Umladehallen der verbliebenen Rangierbahnhöfe zur Folge. In den USA wurden teilweise auch als Folge von Fusionen privater Eisenbahngesellschaften Rangierbahnhöfe stillgelegt.

### Stillgelegte Rangierbahnhöfe

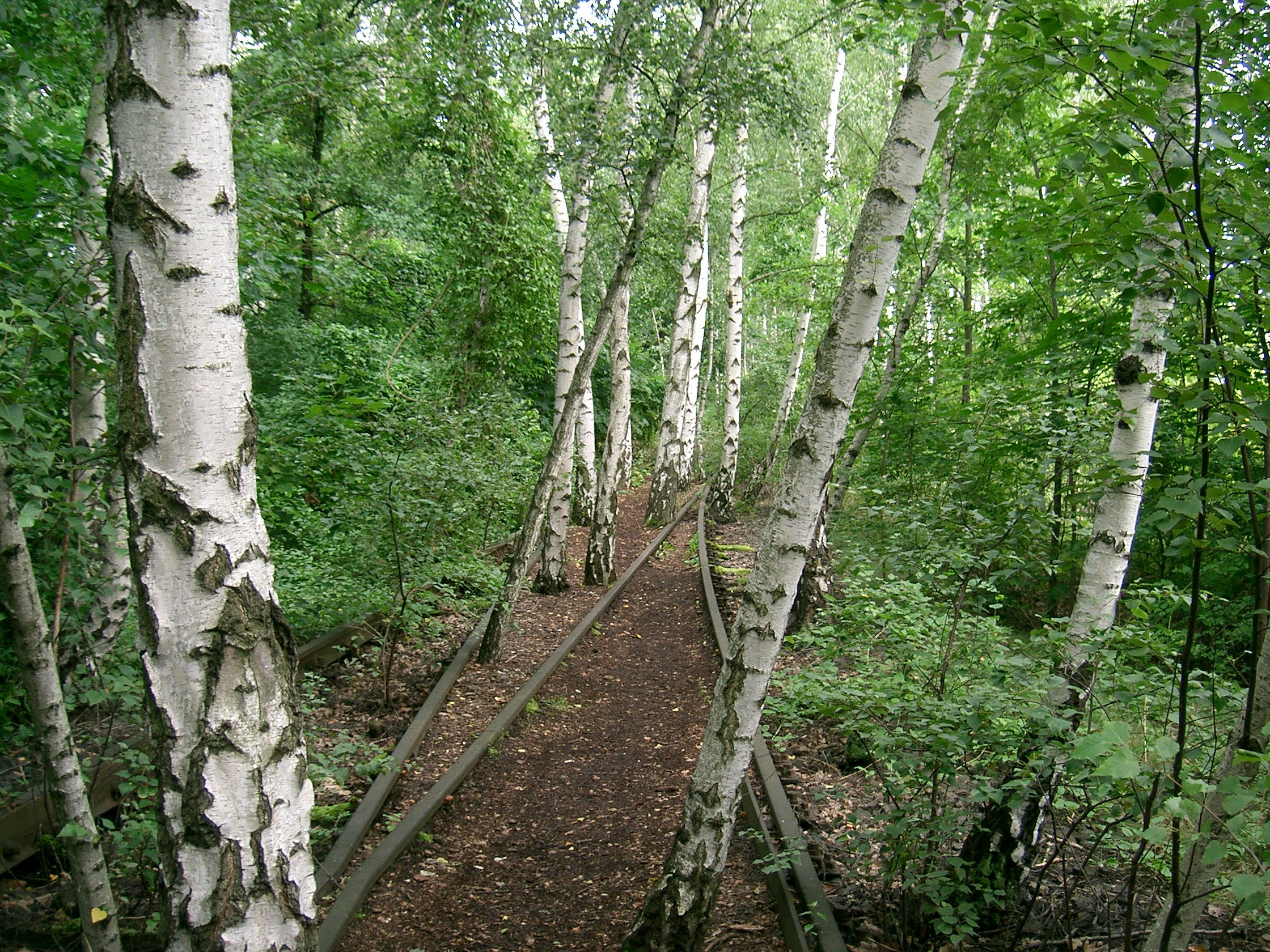
Birkenvorwald auf dem Gelände des stillgelegten Rangierbahnhofs Tempelhof, heute der Natur-Park Südgelände in Berlin-Schöneberg

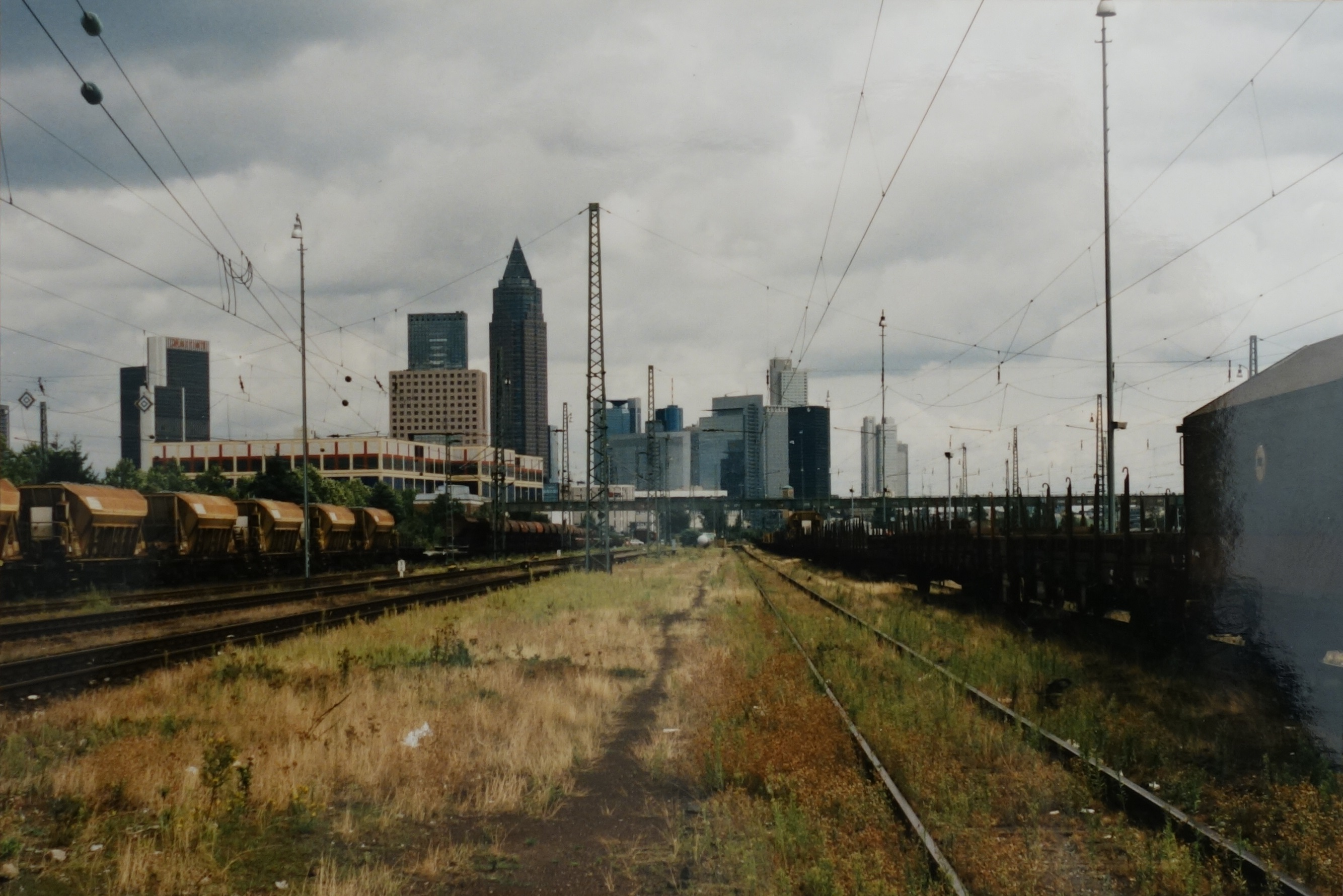
Frankfurter Hauptgüterbahnhof 1999, kurz vor dem Abriss. Heute befindet sich an dieser Stelle der Gleisfeldpark des dort errichteten Europaviertels.

In vielen einst typischen „Eisenbahnstädten“ wie Lehrte, Rheine, Betzdorf, Weil am Rhein (Rangierbahnhof Basel Badischer Bahnhof), Amersfoort (Niederlande), Mechelen (Belgien), Aulnoye (Frankreich), Mestre (Italien) oder Altoona (USA) wurden die Rangierbahnhöfe ebenso stillgelegt wie in manchen Metropolen wie Kopenhagen, Amsterdam, Brüssel, Rom, Madrid, Montreal, Boston oder Washington. In manchen Orten mit mehreren Rangierbahnhöfen wurde sogar der größere stillgelegt und der kleinere beibehalten, beispielsweise in Frankfurt (Main), Prag oder Ruse (Bulgarien). Dasselbe trifft auch für Aserbaidschan als ganzes Land zu: von den dort errichteten insgesamt zwei Rangierbahnhöfen wurde der größere und modernere Bahnhof Širvan bei Sumqayıt stillgelegt, während der kleinere Bahnhof Biləcəri bei Baku mit ungünstigerer Gleisplangestaltung in Betrieb blieb.
Ehemalige Rangierbahnhöfe wurden manchmal in Containerbahnhöfe oder Abstellbahnhöfe für Personenzüge umgebaut. Meistens werden sie aber nach der Stilllegung noch mit oft reduzierten Gleisanlagen für einige Zeit (in der Regel ohne Benutzung des Ablaufberges) im Ortsverkehr oder zum Abstellen von Güterwagen oder auch ausgemusterten Reisezugswagen verwendet und später oft vollständig abgebrochen, so zum Beispiel 1986 der einst zweitgrößte Rangierbahnhof Deutschlands in Hohenbudberg. Der allfällige Erhalt stillgelegter Rangierbahnhöfe als technische Denkmale scheitert an den aufgrund ihrer gewaltigen Größe zu hohen Kosten. Die Rangierbahnhöfe sind somit auch als ein einst wichtiger Bestandteil des Wirtschaftslebens und der Kulturlandschaft vieler bedeutender Eisenbahnverkehrszentren verschwunden. Dies blieb von der Öffentlichkeit im Gegensatz zum Verschwinden der Dampflokomotiven weitgehend unbemerkt. Eine Ausnahme bildet der Rangierbahnhof Chemnitz-Hilbersdorf, der sich mit der weltweit einmaligen Seilablaufanlage und dem dazugehörigen Bahnbetriebswerk als Schauplatz Eisenbahn in einer musealen Nachnutzung befindet. Allerdings umfasst diese Anlage trotz ihrer Gesamtfläche von ca. 260 000 m² nur einen kleinen Teil der ursprünglichen Fläche des Rangierbahnhofs. Von diesem haben sich die Einfahrgruppe und der Ablaufberg erhalten, während die Richtungs- und Ausfahrtgruppen als Solarfeld genutzt wird.

### Rangierbahnhöfe in der Gegenwart
Für den verbliebenen Einzelwagenverkehr werden heute nur noch sehr wenige Rangierbahnhöfe benötigt, die in der Regel über eine leistungsfähige moderne automatisierte Rangiertechnik verfügen wie beispielsweise die beiden größten deutschen Rangierbahnhöfe Maschen Rbf und Mannheim Rbf oder der größte österreichische Verschiebebahnhof, der Zentralverschiebebahnhof Wien-Kledering. Neue Rangierbahnhöfe werden heute in größerer Anzahl noch in China errichtet, dessen Eisenbahnnetz noch immer durch größere neue Strecken auch für den Güterverkehr ergänzt wird. In anderen Ländern werden dagegen nur noch vereinzelt Rangierbahnhöfe errichtet.
In Deutschland werden Rangierbahnhöfe heute betrieblich nach ihrer Bedeutung in die Kategorien Rangierbahnhof (mit Ferngüterzugbildung) und Knotenbahnhof (ohne Ferngüterzugbildung) unterteilt. Ein großer Teil der deutschen Rangierbahnhöfe beider Kategorien führt in den offiziellen Bahnhofsbezeichnungen im Anschluss an den eigentlichen Namen den abgekürzten Zusatz „Rbf“. Nach der Privatisierung der ehemals staatlichen Deutschen Bahn wurde hierfür der offizielle Oberbegriff Zugbildungsbahnhof (Zbf) anstelle von Rangierbahnhof eingeführt. Dies hatte jedoch keine entsprechende Änderung von Bahnhofsnamen einzelner Rangierbahnhöfe, die die Bezeichnung „Rbf“ enthalten, zur Folge. Der Begriff Zugbildungsanlage bezeichnet die eigentliche Rangieranlage innerhalb des gesamten Zugbildungsbahnhofes ohne dessen sonstige Zusatzanlagen. In der Konzernkommunikation werden stattdessen häufig verschiedene Begriffe wie „Drehscheibe“, „Rangieranlage“ oder „hub“ (englisch: Nabe) benutzt, wobei diese Begriffe jedoch stets die in diesem Artikel beschriebene eisenbahntechnische Anlage bezeichnen. Der Eisenbahngüterverkehrsbereich der DB (DB Cargo) ist verwaltungstechnisch in als „ProduktionsZentrum“ (früher „CargoZentrum“, „CargoBahnhof“ oder „Niederlassung Ladungsverkehr“) bezeichnete räumliche Organisationseinheiten untergliedert, die in der Regel einen Rangierbahnhof und mehrere Güterbahnhöfe enthalten.
In Deutschland plant DB InfraGO mit einem Zielnetz von zehn Zugbildungsanlagen:
- Maschen Rbf bei Hamburg
- Seelze Rbf bei Hannover
- Seddin bei Potsdam (Berlin)
- Halle (Saale) Gbf
- Oberhausen-Osterfeld
- Hagen-Vorhalle
- Gremberg im Südosten von Köln
- Mannheim Rbf
- Nürnberg Rbf
- München Nord Rbf

Diese wurden bzw. werden zurzeit durch Umstellung auf modernere rechnergesteuerte Stellwerkstechnik und Bremssysteme in ihrer Leistung gesteigert. Am Standort des Güterbahnhofes Halle (Saale) ist im Juni 2018 ein neuer Rangierbahnhof fertiggestellt worden. Er ersetzte die Zugbildungsanlagen des Bahnhofs Leipzig-Engelsdorf. Dessen Richtungsgleisgruppe wird seitdem vom Stillstandsmanagement der DB als Abstellanlage genutzt.
Die Perspektive der Rangierbahnhöfe der DB Netz AG wird u. a. im Bundesprogramm „Zukunft Schienengüterverkehr“ des BMDV dargestellt. Eine Statistik mit dem Stand von 2021 veröffentlichte der Deutsche Bundestag in der Antwort der Bundesregierung auf eine Kleine Anfrage.

## Wissenschaftler und Ingenieure der Rangiertechnik
- Wilhelm Cauer (1858–1940), ab 1903 Professor für Eisenbahnwesen an der TH Berlin[20]
- Edmund Frohne (1891–1971), deutscher Ingenieur und Verkehrswissenschaftler, optimierte sächsische Rangierbahnhöfe, ab 1952 Präsident der DB
- Gerhart Potthoff (1908–1989), Lehrstuhl an der Hochschule für Verkehrstechnik Dresden
- Karl Hetz (1906–1985), Präsident der Reichsbahndirektion Halle, führte ab 1975 (eigenmächtig) elektrodynamische Gleisbremsen in der Rbd Halle ein; durch seine Initiative wurden die EDG bei der DR Anfang der 1980er Jahre als RTE eingeführt
- Jürgen Peter, ehem. Leiter Rangiertechnik im BZA Minden, DB, DB AG
- Jürgen Schönbrodt, Leiter Zugbildungstechnologie Minden der DB AG, Sachverständiger RTE / mt. Anlagen durch das EBA[21]
- Günther Mickler, LST-Anlagenentwicklung, ehem. Leiter Rangiertechnik im BZA München, DB[22]
- Helmut Naymann 1978–1990, ZM-Halle, EDG-Experte, Bauartänderungen, Erprobungen und Zulassung RTE
- Jürgen Gerner 1980–2015, Erprobung und Zulassungen von RTE, bei der DR und DB AG, EBA Gutachterkommission RTE. Ab 1998 wurden unter seiner Leitung die Fachausdrücke, betriebsdienstliche und maschinentechnische Dienstvorschriften, Richtlinien, Lastenhefte, Zulassungen, Abnahmen und Erprobungen der Rangiertechnik der Deutschen Reichsbahn und der Deutschen Bundesbahn vereinheitlicht und in ein neues Regelwerk der Deutschen Bahn AG überführt.
- Günter Meuters 1969–2006, GGB-, TKG-Entwickler, ehem. ThyssenKrupp Präzisionsschmiede GmbH, Duisburg